# John Cale
John Davies Cale, OBE (* 9. března 1942 Garnant) je velšský hudebník – multiinstrumentalista, zpěvák, hudební producent, skladatel a občasný herec, známý především jako zakládající člen americké experimentální rockové skupiny The Velvet Underground. Ve skupině hrál pouhé tři roky a následně se začal věnovat práci producenta, hraní na albech jiných hudebníků, vydávání vlastních alb a vlastnímu koncertování. Prvním ze sólových alb bylo Vintage Violence z roku 1970, které do roku 2024 následovalo sedmnáct dalších plus čtyři jako spoluinterpret. V roce 1990 vydal album Songs for Drella, jež nahrál se svým někdejším spoluhráčem z Velvet Underground, kytaristou Lou Reedem jako poctu zesnulému popartovému umělci Andymu Warholovi. Roku 1993 byla skupina Velvet Underground obnovena ve své klasické sestavě, ale po odehrání evropského turné opět ukončila svou činnost. V devadesátých letech se Cale věnoval převážně produkování alb jiným interpretům a během celé dekády vydal pouhé jedno sólové album. V první dekádě jednadvacátého století vydal dvě studiová alba na velké značce (tzv. major labelu) EMI Records, od které ale později odešel k nezávislému vydavatelství.
Před nástupem k Velvet Underground hrál s různými newyorskými avantgardními hudebníky, jež vedl La Monte Young. V této době začal hrát na elektrifikovanou violu, na které táhlými tahy smyčcem vytvářel tzv. drony. Tento svůj um využíval i během následující kariéry. Rovněž je autorem hudby k přibližně třem desítkám filmů, dvěma baletům a jedné opeře. Ve svých písňových textech často zmiňuje jména jiných osobností a míst. Během své kariéry spolupracoval – jako producent či jako hudebník – s dlouhou řadou hudebníků, mezi něž patří například skupiny The Stooges, Squeeze, Happy Mondays, Manic Street Preachers či Siouxsie and the Banshees a hudebníci Patti Smith, Kevin Ayers, Nick Drake, Alan Stivell nebo Danger Mouse. Od šedesátých let 20. století bral drogy a postupně se na nich stával závislým, což se nejvíce projevilo po onemocnění jeho manželky počátkem sedmdesátých let. Závislosti na drogách a alkoholu se kompletně zbavil až po narození dcery v polovině osmdesátých let.

## Dětství a počátky kariéry

### Dětství a studium

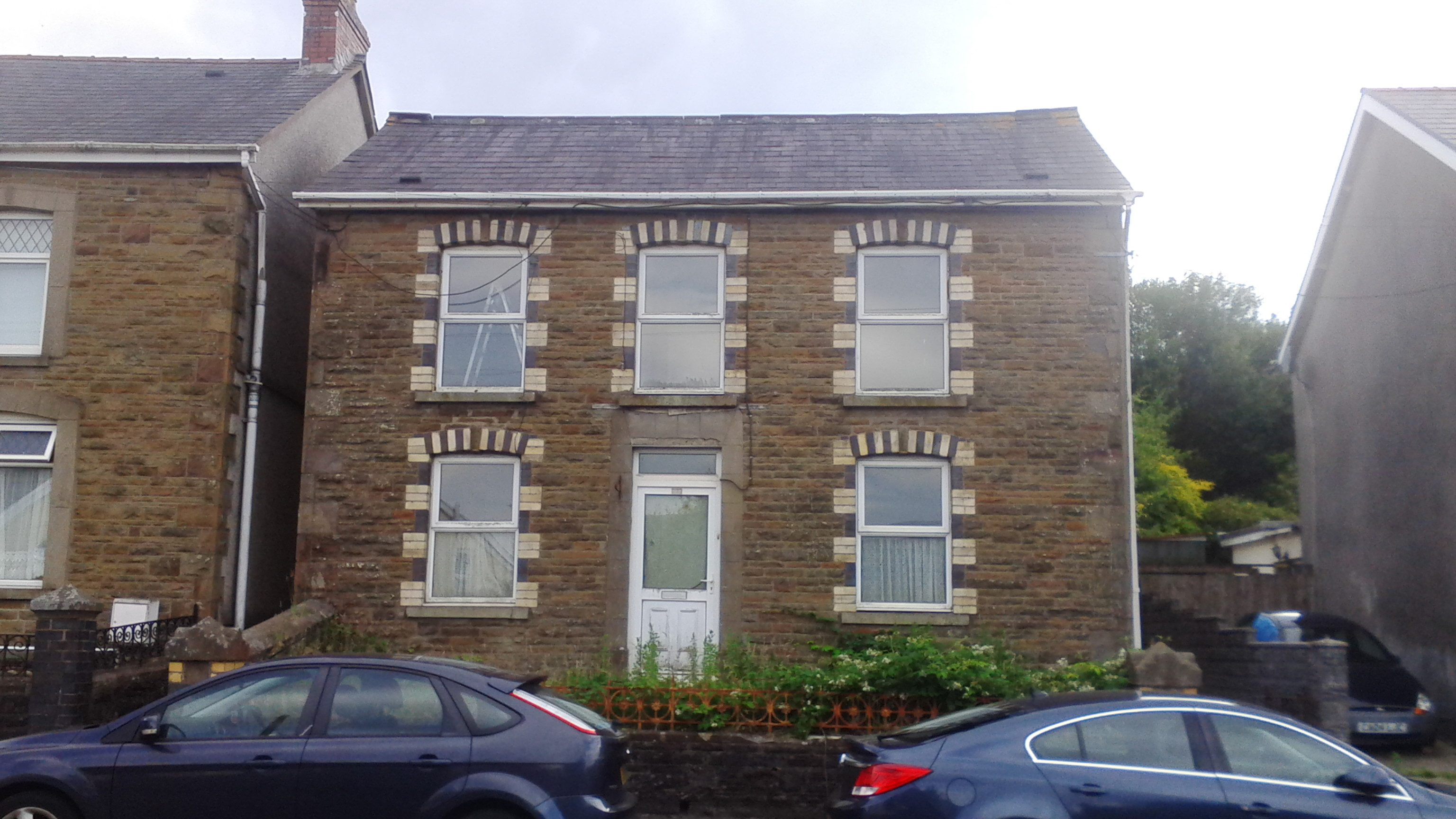
Caleův rodný dům

Narodil se 9. března 1942 v malé hornické vesničce Garnant na jihu Walesu. Jeho matkou byla učitelka Margaret Daviesová a otcem horník William Arthur George Cale. Jelikož otec pocházel z místa velšsko-anglické hranice, i když z velšské strany, kde se ale také mluvilo výhradně anglicky, mluvil doma anglicky. Sám John Cale se anglicky začal učit až v sedmi letech. V dětství trpěl astmatickými a bronchitiálními problémy a jako lék proti tomu byl používán sirup obsahující opium, které vyvolávalo halucinace. Prvním nástrojem, na který se začal učit hrát, byl v sedmi letech klavír. Svou první skladbu složil v dobách studií na gymnáziu v blízkém Ammanfordu. Ve svých dvanácti letech začal hrát v místním kostele na varhany, kde jej místní dvorní varhaník sexuálně zneužíval. Od svých třinácti let hrál na violu ve velšském mládežnickém orchestru, se kterým koncertoval mimo Wales samotný i v Nizozemsku. Roku 1959 spolu se svým spolužákem Denzilem Jonesem působil v jazzové skupině. Přes veškerý talent v hraní na violu a klavír si v dětství přál být dirigentem.
V roce 1960 získal stipendium na vysoké škole Goldsmiths College na Londýnské univerzitě. Hlavním oborem mu zde byla muzikologie, v této oblasti mu byl lektorem Paul Steinitz. Dále se zde pod dozorem Gwynne Edwardse zdokonaloval ve hře na violu a Humphrey Searle jej vyučoval skládání. Zde se také seznámil s Corneliem Cardewem, který ho uvedl do světa avantgardní hudby a Cale se začal více zajímat o avantgardu než klasiku. Ve druhém ročníku studií byl Cale jmenován vedoucím hráčem violové sekce universitního orchestru, kde působil až do třetího ročníku, kdy jej nový profesor této funkce zbavil. Na vánočním koncertě v prosinci 1961 hrál mimo universitní orchestr i v orchestru Daniela Jonese. Když mu Cardew představil umělecké hnutí Fluxus, Cale neváhal a v létě 1962 pro něj napsal skladbu „Outdoor Pieces for Robin Page, Summer 1962“. V následujícím roce pak Robin Page organizoval představení další Caleovy skladby pro Fluxus „Plant Piece“, při které křičí na květinu do té doby, než nezemře.
V době třetího ročníku studií na Goldsmiths začal přemýšlet o svém dalším životě. Začal si dopisovat s americkými experimentálními skladateli Johnem Cagem a Aaronem Coplandem. V květnu 1963 absolvoval pohovor s Coplandem, který mu nabídl osmitýdenní pobyt v berkshireském hudebním centru v Massachusetts. V červenci pak úspěšně dokončil studium na Goldsmiths, kdy zahrál „Sonátu pro violu“ německo-amerického skladatele Paula Hindemitha. Ve stejné době rovněž hrál na klavír v britské premiéře skladby „X for Henry Flynt“ amerického skladatele La Monte Younga. Při předvedení tohoto díla Cale několik minut mlátil lokty do kláves piana a několik diváků se rozhodlo odtáhnout klavír pryč od Calea. Dalším dílem, na kterém se v té době podílel, byla opět britská premiéra, tentokrát Cageovy skladby „Koncert pro klavír a orchestr s árií“. Cale ji dirigoval, na klavír hrál Michael Garrett a vokály zpívala Enid Hartle. Garrett rovněž odehrál na klavír premiéru Caleovy skladby „Piano Piece (unsequel music 212b)“. Přestože býval označován jako nejnenáviděnější absolvent v historii školy Goldsmiths, bylo mu v roce 1997 propůjčeno její čestné členství.

### Americká půda
Dne 7. července 1963 Cale odlétl z londýnského letiště Heathrow do New Yorku. Tam si jej vzal na starost Copland, se kterým odlétl do Tanglewoodu. Zde dva měsíce studoval u řeckého skladatele Iannise Xenakise. Cale se zde věnoval i skládání vlastních skladeb; například vymyslel, že postaví veškeré školní klavíry do jedné místnosti a bude se na ně najednou hrát. Tato myšlenka však byla vzhledem k počtu školních klavírů zamítnuta tím, že není možno všechny nástroje dát do jedné místnosti. Dalším zkrachovalým nápadem bylo, že postaví každý klavír na jednu loď plující po místním jezeře; ani tento návrh u profesorů neprošel. Třetí nápad již bylo možné realizovat; při představení vytáhl sekyru a začal s ní mlátit do desky stolu. Když v září 1963 ukončil studium v Tanglewoodu, rozhodl se odstěhovat do New Yorku. Zde za pomoci Johna Cage získal práci v knihkupectví. Cage Calea rovněž seznámil s La Monte Youngem, jehož skladby Cale hrál již v Británii. Youngovi se Cale zalíbil a pozval jej, aby zkusil hrát s jeho kapelou na violu. Vedle Younga samotného tou dobou v jeho ansámblu působila ještě jeho manželka Marian Zazeelaová (zpěv) a Tony Conrad (housle).
Cale se na následující rok a půl stal členem této skupiny, ke které různě přicházeli a odcházeli i další hudebníci; skupina samotná většinou hrála pod Youngovým jménem, ale později si začala říkat Theatre of Eternal Music. V září 1963 byl Cale jedním z klavíristů, kteří se podíleli na Cagem pořádaném prvním kompletním představení díla „Vexations“ francouzského skladatele Erika Satieho. Dílo je specifické tím, že samotné trvá něco přes minutu, ale aby bylo zahráno kompletně, musí se celé zahrát 840krát. Přes celých osmnáct hodin, kterých představení trvalo, se u klavíru vystřídalo více hudebníků, mimo Calea a Cage například David Tudor, Philip Corner, James Tenney a Joshua Rifkin. Cale si ve Spojených státech zajistil zelenou kartu, díky které zde mohl žít, ale uvalovala na něj i brannou povinnost. Díky žloutence však neprošel vstupními testy do armády.

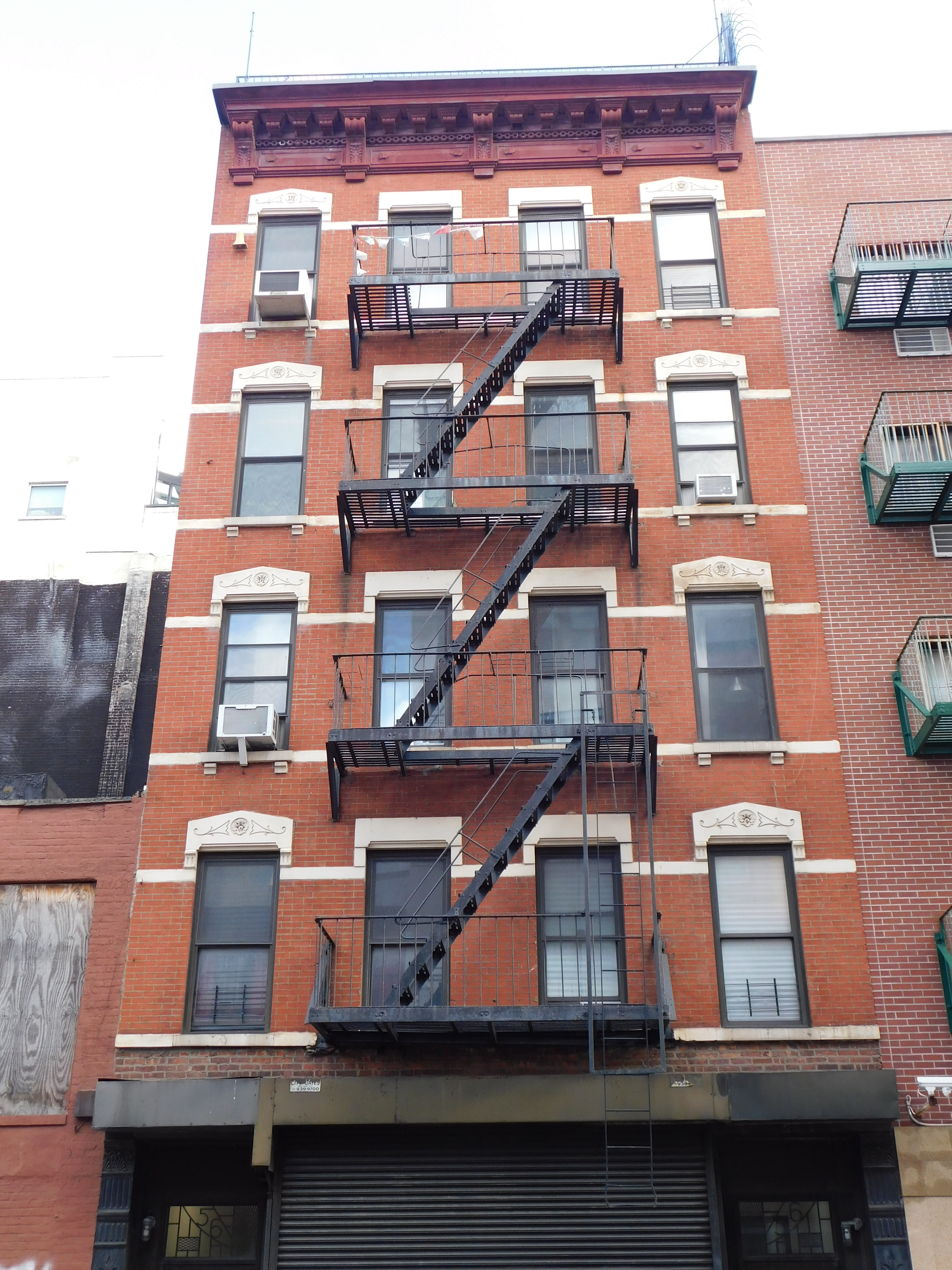
Ludlow Street, č. p. 56. Dům, v němž Cale v šedesátých letech žil.

Během působení na poli newyorské avantgardní hudby se Cale seznámil s dalšími hudebníky, jako například Angus MacLise, Jack Smith nebo Terry Jennings. Po příchodu do New Yorku Cale několik měsíců pobýval v Jenningsově bytě; počátkem roku 1964 se přestěhoval ke Conradovi na Ludlow Street. Na většině nahrávek z té doby hrál Cale na violu, ale porůznu přesedlal například ke kytaře či sarindě. V tomto období již hrál na amplifikovanou violu, na kterou navíc pro dosažení tvrdšího zvuku dal kytarové struny. Když z Youngovy skupiny Cale ke konci roku 1965 odešel, jeho místo měl zaujmout Terry Riley.

## The Velvet Underground

### Počátky
Koncem listopadu 1964 se Cale seznámil se zpěvákem a kytaristou Lou Reedem, který do té doby působil v několika rock'n'rollových kapelách a byl zaměstnán vydavatelstvím Pickwick Records jako autor písní. Cale s Conradem byli pozvání na párty, kde je potkal jeden ze zaměstnanců Pickwick Records Terry Phillips. Když zjistil, že jsou hudebníci, pozval je na zkoušku skupiny The Primitives, což byl ve skutečnosti pouze Reed. Dvojice Phillipsovi slíbila, že následující den přivede i bubeníka – tím byl Walter De Maria. Calea s Conradem zaujalo, že se Reedova píseň „The Ostrich“ hraje na kytaru tak, že jsou všechny struny naladěny do stejného tónu; podobné věci totiž dělali i oni. V následujících týdnech tedy kvartet Reed, Cale, Conrad a De Maria odehrál společné turné pod názvem The Primitives. Ze skupiny však přibližně v únoru 1965 odešel Conrad s De Mariou a skupina se rozpadla; nedlouho poté Cale s Reedem začali vystupovat pod názvem Falling Spikes. Takto v duu nedělali řádné koncerty, ale pouze hráli na ulicích, Reed na kytaru a Cale na violu a zobcovou flétnu; později spolu s nimi hrála ještě kytaristka Elektrah Lobel. Ta později odešla a posléze přišel Reedův starý kamarád Sterling Morrison, přičemž občasně se skupinou zkoušel i bubeník Angus MacLise. Přibližně v této době se Cale živil různými způsoby. Poté, co již nepracoval v knihkupectví, si vydělával například dárcovstvím krve nebo tím, že se nechal vyfotografovat do novin jako ilustrační foto k článku o vrahovi.
| „                      | Je nespravedlivé, že téměř po půl století od jejich vzniku, je John Cale stále nejznámější jako zakladatel Velvet Underground | “ |
| — Wyndham Wallace, BBC | |   |

V dubnu 1965 Morrison, MacLise, Reed a Cale vytvořili hudební doprovod k multimediální akci nazvané Launching the Dream Weapon. Hráli i na jiných podobných akcích, kde se často setkávali se skupinou The Fugs. Přibližně v této době se skupina přejmenovala na Warlocks. Když se však během léta 1965 hudebníkům dostala do ruky kniha The Velvet Underground od novináře Michaela Leigha, začala používat tento název. V červenci toho roku pak trojice (MacLise se nedostavil) nahrála v bytě na Ludlow Street svých prvních šest demosnímků. Šlo o písně „Venus in Furs“, „I'm Waiting for the Man“, „Heroin“, „All Tomorrow's Parties“, „Wrap Your Troubles in Dreams“ a „Prominent Men“. Když se v listopadu 1965 skupina setkala s Alem Aronowitzem, nedlouho poté se stal jejím manažerem. Už počátkem prosince skupina měla odehrát svůj první placený koncert v Summitu v New Jersey. Když se o tom doslechl MacLise, rozhodl se pro svůj odchod. Skupina tedy měla domluvený koncert, ale neměla bubeníka. Reed s Morrisonem však rychle sehnali náhradu; byla jí sestra jejich kamaráda Maureen Tuckerová.

### Klasické období
Po prvním koncertě v Summitu skupina získala angažmá v newyorské kavárně Café Bizarre. Ke konci prosince 1965 je na tomto místě spatřili malíř a filmový režisér Andy Warhol a jeho manažer Paul Morrissey a brzy poté se stali jejími manažery. Během roku 1966 se ke skupině na Warholův podnět přidala německá zpěvačka, do té doby modelka a herečka, jménem Nico. Hned v počátcích jejich spolupráce Warhol natočil záznam z jejich zkoušky, který později promítal jako The Velvet Underground and Nico: A Symphony of Sound. V dubnu 1966 skupina začala nahrávat své první studiové album. Některé skladby se nahrávaly o měsíc později a jedna, konkrétně „Sunday Morning“, byla nahrána až v listopadu 1966. Album nakonec dostalo název The Velvet Underground & Nico a vyšlo v březnu 1967; nedlouho poté skupinu opustila spolu s Warholem i Nico. Ještě v roce 1967 Cale spolu s Reedem a Morrisonem hráli na prvním sólovém albu Nico nazvaném Chelsea Girl; Cale je rovněž autorem několika písní z tohoto alba. V září 1967 skupina šla opět do studia za účelem nahrát své druhé řadové album; to nakonec dostalo název White Light/White Heat a vyšlo v lednu následujícího roku. Na rozdíl od prvního alba, kde se o sólový zpěv postarali Reed a Nico, na druhém se o něj staral Reed s Calem. Cale vokálně přispěl do písní „Lady Godiva's Operation“ a „The Gift“.
Cale ze skupiny odešel koncem září 1968 kvůli neshodám s Reedem; jako náhradník přišel o pět let mladší Doug Yule. Důvodem jeho odchodu bylo, že Cale chtěl skupinu nadále vést k experimentálnější hudbě. Naopak Reed chtěl hudbu vést spíše v písničkovějším stylu, ve kterém nakonec nahrál i dvě další alba. Než ze skupiny v roce 1970 odešel i Reed, skupina s ním v čele stihla vydat ještě dvě studiová alba: The Velvet Underground (1969) a Loaded (1970). Po Reedově a následně i Morrisonově a Tuckerové odchodu skupina v čele s Yulem vydala ještě jedno album nazvané Squeeze (1973) a nedlouho poté se definitivně rozpadla. Během svého působení ve skupině ještě vzniklo několik nevydaných skladeb, které v roce 1985, respektive 1986, vyšly na albech VU a Another View. Ještě během členství ve skupině, v dubnu 1968, se Cale oženil s módní návrhářkou Betsey Johnsonovou. Jejich manželství se rozpadlo v roce 1971.
Během období, kdy se o skupinu staral Warhol, se Cale nejednou objevil i ve Warholových filmech. Jeden z nich nesl název The Velvet Underground (rovněž označován jako Moe Tucker in Bondage a Moe Gets Tied Up). Ve filmu jsou všichni členové skupiny a pijí různé nápoje, přičemž jediná Tuckerová je připoutána k židli. Mimo několika neznámých a nikdy nepromítaných filmů Warhol s Calem natočil celkem osm screen testů. Vedle účasti ve Warholových filmech se spolu s Morrisonem a Reedem objevil v krátkém filmu Sunday Morning, který natočila Rosalind Stevenson. Dalším z filmů, na kterém se Cale podílel, je minutu a půl dlouhý Police Car. Tentokrát jej Cale natočil a v záběru se neobjevil, je tam pouze tma a blikající světla policejního vozu.

## Sólová kariéra

### Začátky
Po odchodu z Velvet Underground v září 1968 Cale nejprve pracoval jako producent či hostující hudebník na albech jiných interpretů. Prvním z nich bylo už v říjnu 1968 druhé album Nico nazvané The Marble Index. Nico chtěla, aby Cale album produkoval, ale ředitel vydavatelství Elektra Records Jac Holzman to kvůli Caleovým chabým zkušenostem nedovolil a na jeho místo posadil Fraziera Mohawka. Ten však je producentem pouze de iure, ve skutečnosti se o tuto práci staral Cale, který je rovněž aranžérem všech skladeb a hrál zde na všechny nástroje kromě harmonia. Ještě v tom roce se jako zvukový inženýr účastnil nahrávání alba Two Suns' Worth kalifornské psychedelické skupiny Morning Glory. Počátkem roku 1969 hrál na violu na albu The Great American Eagle Tragedy kapely Earth Opera. Sem byl přizván díky tomu, že se nedávno předtím podílel na desce Nico, která, stejně jako toto album, vyšla u vydavatelství Elektra Records. V dubnu 1969 byl pak u nahrávání alba skupiny The Stooges, která rovněž měla smlouvu s Elektra Records. Cale jejich eponymní album produkoval, hrál na violu ve skladbě „We Will Fall“ a na klavír a rolničky v „I Wanna Be Your Dog“.

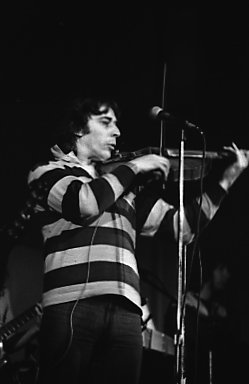
John Cale v Torontu v roce 1977

Koncem roku 1969 si našel cestu do studia za účelem nahrát své první sólové album. Stalo se tak v několika dnech koncem října a o produkci se staral Cale společně s Lewisem Merensteinem. Album, které dostalo název Vintage Violence, vyšlo v březnu 1970 u vydavatelství Columbia Records. Ještě před svým sólovým albem stihl nahrát společnou desku s Terrym Rileyem, kterého znal již z dob členství v Youngově skupině. Album Church of Anthrax vznikalo v rozmezí let 1969–1970, ale nakonec vyšlo až v únoru 1971. V té době rovněž pracoval pro vydavatelství Columbia Records a převáděl stará alba do kvadrofonního zvuku. V roce 1970 hrál na violu ve dvou skladbách („Long River“ a „Good Company“) z jediného alba americké skupiny Chelsea nesoucím jméno skupiny. Album Chelsea opět produkoval Merenstein. Ten byl rovněž producentem debutového eponymního alba skupiny Glass Harp, kam Cale rovněž přispěl svou violou. Dále pak hrál opět na violu na eponymním albu nizozemské kapely Tax Free v písni „Back by the Quinnipiac“. I toto album produkoval Merenstein. Ve stejném roce přispěl do dvou písní („Fly“ na violu a cembalo a „Northern Sky“ na celestu, klavír a varhany) na druhé desce britského písničkáře Nicka Drakea nazvané Bryter Layter. Tyto písně Cale i produkoval, ale oficiálně byl producentem celého alba Joe Boyd. Boyd byl spolu s Calem rovněž producentem třetího alba Nico nazvaného Desertshore; Cale zde opět hraje na všechny nástroje kromě harmonia a trubky a je aranžérem písní.
Když v roce 1970 skupina The Velvet Underground nahrávala své čtvrté studiové album, v pořadí druhé bez Calea, její nový manažer Steve Sesnick jej pozval, aby si s nimi zahrál. Stalo se tak v demo verzi písně „Ocean“ a hrál zde na varhany. Skladba nakonec vyšla až v roce 1997 na rozšířené reedici alba. V roce 1970 hrál hudbu Fryderyka Chopina na soundtracku k filmu Coming Attractions, který režíroval Tony Conrad spolu se svou manželkou Beverly.
V roce 1971 si vzal Cynthii Wells, známou jako Miss Cindy ze skupiny groupies The GTOs. Přestože Cale své první sólové album vydal již počátkem roku 1970, svůj první koncert na sólové dráze odehrál až v lednu 1971. Stalo se tak v londýnském sále Roundhouse, kde mimo něj svůj set odehrála i Nico, jenž rovněž Cale doprovodil na klavír a violu. Hlavní hvězdou večera zde byla britská skupina Pink Floyd. Na tomto koncertu Calea mimo jiné doprovázel Mike Heron, Cale krátce předtím hrál na jeho debutovém albu Smiling Men with Bad Reputations ve čtyřech písních: „Audrey“ (baskytara, harmonium), „Feast of Stephen“ (klavír, kytara, baskytara, viola, doprovodné vokály), „Warm Heart Pastry“ (viola) a „Beautiful Stranger“ (harmonium, klavír). V roce 1971 se Cale vrátil ke spolupráci s Warholem a Morriseyem a složil hudbu pro jejich film Women in Revolt. Roku 1971 vydal časopis Aspen (deváté číslo) pět Caleových básní a jednu povídku. Koncem ledna 1972 se Cale, Reed a Nico sešli v Paříži, kde odehráli společný koncert v klubu Bataclan. Během tohoto shledání dřívějších spoluhráčů hrál Cale na violu a klavír, Reed na kytaru a Nico je občas doprovodila zpěvem. Vedle písní z tvorby Velvet Underground trojice hrála i skladby ze svých sólových alb. Záznam z tohoto koncertu vyšel v roce 2004 pod názvem Le Bataclan '72.

### Paris 1919a trilogie Island Records
V červenci 1972 vydal po více než dvou letech své druhé sólové album nazvané The Academy in Peril. V mezidobí byla zrušena jeho smlouva s vydavatelstvím Columbia Records a nové album vyšlo u Reprise Records. Na rozdíl od jednodušších písní na prvním albu zde v několika skladbách využil služeb londýnského orchestru Royal Philharmonic Orchestra. Pro vydavatelství pracoval také jako producent; produkoval album Jennifer americké zpěvačky Jennifer Warnes, na kterém mimo několika dalších coververzí přidala i Caleovu „Empty Bottles“. Po devíti měsících se přihlásil opět s novinkou v podobě alba Paris 1919, na kterém jsou opět jednodušší písně, v nichž Calea doprovázelo několik členů kapely Little Feat. Na rozdíl od The Academy in Peril, které si Cale produkoval sám, v případě Paris 1919 tuto funkci zastával Chris Thomas a vyšlo opět u Reprise. Odborná kritika desku hodnotí jako jedno z jeho nejlepších sólových alb. Na album mělo navázat i turné, k čemuž však nakonec nedošlo. Ještě v roce 1972 se podílel na demo nahrávkách skupiny The Modern Lovers; hrál na mellotron v písni „Gilfriend“ a na klavír v „Pablo Picasso“. Tyto nahrávky však vydány nebyly, ale hned v roce 1973 skupina šla znovu opět s Calem, tentokrát v roli producenta, do studia a nahrála své první album The Modern Lovers. Než Cale od Reprise odešel, stihl ještě společně s Tedem Templemanem produkovat eponymní album skupiny Chunky, Novi & Ernie. Koncem roku 1972 Calea kontaktoval Bryan Ferry, jestli by neprodukoval druhé album jeho skupiny Roxy Music; nakonec se tak nestalo.
Koncem roku 1973 Caleovi vypršela smlouva s Warner Bros. a po přestěhování do Londýna podepsal novou s vydavatelstvím Island Records. Podle nové smlouvy měl vydat tři nová studiová alba. První červnový den roku 1974, společně s dalšími umělci ze stáje Island Brianem Enem, Kevinem Ayersem a Nico, odehrál Cale koncert v londýnském Rainbow Theatre. Cale představil tři skladby z vlastního repertoáru („Buffalo Ballet“, „Fear Is a Man's Best Friend“ a „Heartbreak Hotel“) a hrál rovněž na violu v jedné Enově a jedné Ayersově písni a klavír v jiné Enově písni. Ještě koncem června, pouhých osmadvacet dní po nahrání, vyšel záznam z koncertu na gramofonové desce pod názvem June 1, 1974. Cale zde byl zastoupen pouze skladbou „Heartbreak Hotel“. V září téhož roku vydal své čtvrté sólové studiové album nazvané Fear. Později toho roku vystoupil spolu s Nico a Enem na společném koncertě v Berlíně. Toho roku, poté, co Cale zajistil u Island smlouvu i pro Nico, vydala Nico své čtvrté album nazvané The End… Cale je zde opět podepsán jako producent a hráč na několik nástrojů. Téhož roku složil hudbu k debutovému filmu Caged Heat amerického režiséra Jonathana Demmeho.
V březnu 1975 vydal svůj druhý počin na značce Island Records, sice album Slow Dazzle. Na tomto albu mimo jiné zpíval doprovodné vokály Geoff Muldaur a Cale se mu odměnil tím, že hrál na violu v písni „Higher and Higher“ z jeho alba Is Having a Wonderful Time. Během toho roku stihl nahrát ještě jedno vlastní album. To pak pod názvem Helen of Troy vyšlo v listopadu 1975. Všechna tři sólová alba pro Island si produkoval Cale sám a na všech hrál na syntezátory Eno. Cale přispěl i na jeho sólové album Another Green World, v němž hrál na violu v písních „Sky Saw“ a „Golden Hours“. Během roku 1975 ještě produkoval debutové album americké zpěvačky Patti Smith nazvané Horses. V následujícím roce odehrál několik koncertů jako zpěvaččina předkapela a navíc při většině koncertů hrál na baskytaru v přídavku v podobě coververze písně „My Generation“ od skupiny The Who. Koncertní nahrávka této skladby vyšla v roce 1996 na reedici alba Horses. V roce 1976 produkoval několik demo nahrávek britské skupiny The Police, ty však nikdy nevyšly. Ani druhé Caleovo manželství dlouho nevydrželo a v roce 1975 se rozpadlo. Manželka měla po smrti své kamarádky psychické problémy, což způsobilo kolaps vztahu. Dne 21. července 1976 Cale vystupoval v newyorském klubu Ocean a při jedné písni se k němu připojil Lou Reed. Vedle Reeda samotného s Calem při koncertu hráli ještě Patti Smith, David Byrne a Chris Spedding. V té době Reed s Calem vystoupili společně ještě několikrát.

### Pokles vlastních aktivit

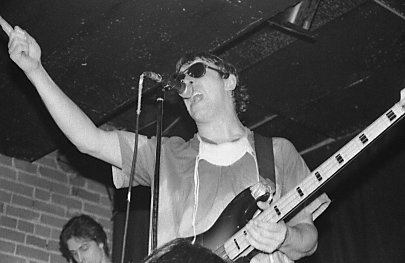
John Cale při koncertě v Torontu v roce 1980

V únoru 1977, po roce a půl od jeho posledního alba, vyšla kompilace Guts. Obsahovala různé písně z jeho tří předchozích Islandovských alb. Později v tomto roce Cale po dvou letech vydal na značce Illegal Records album s novým materiálem; šlo však pouze o třípísňové EP nazvané Animal Justice. Také hrál na varhany v písni „Dancer with Bruised Knees“ a na marimbu v „Be My Baby“ z alba Dancer with Bruised Knees kanadského folkového dua Kate & Anna McGarrigle. Dále také Cale spolu se svou manažerkou a tehdejší přítelkyní Jane Friedman a podnikatelem Michaelem Zilkhou založil vydavatelství SPY Records. Další aktivitou byla produkce EP Packet of Three skupiny Squeeze, singl s písněmi „I Don't Wanna“, „Red London“ a „Ulster“ punkové skupiny Sham 69, singl „I Need Nothing“ od Menace a v neposlední řadě i první LP desku kapely Squeeze nazvanou Squeeze. Dále hrál na klávesy na singlu „Only Women Bleed“ zpěvačky Julie Covingtonové; následujícího roku pak hrál na clavinet a klavír v několika písních z jejího eponymního alba.
V dubnu 1977, při vystoupení v Croydonu, Cale při skladbě „Heartbreak Hotel“ usekl hlavu mrtvého kuřete sekáčkem na maso. Bubeník Joe Stefko s baskytaristou Mikem Viscegliou, kteří byli vegetariáni, z kapely na protest odešli; zbylí dva členové – kytarista Ritchie Fliegler a klávesista Bruce Brody – ve skupině zůstali. V létě roku 1978 nahrál Cale společně s Ianem Hunterem, Mickem Ronsonem a Corkym Laingem několik písní, které však nikdy nevyšly. Cale zpíval ve čtyřech z celkových sedmi písní (ve všech však hrál na nástroje).
Léta 1978 a 1979 přinesla několik nahrávek z vydavatelství SPY Records, která Cale sám produkoval: stejnojmenné EP skupiny Harry Toledo & The Rockets, singl „Re-Bop“ / „Attitudes“ skupiny Marie et les Garçons (v písních rovněž hrál na marimbu a klavír), čtyřpísňové EP kapely Model Citizens a nakonec mixoval singl „Let It Blurt“ / „Live“ novináře a zpěváka Lestera Bangse. Také plánoval vydat sólový singl „Jack the Ripper“ – to však bylo nakonec zakázáno, protože v Anglii v té době vraždil Peter Sutcliffe, přezdívaný Yorkshirský rozparovač. Dalším hostováním v roce 1978 bylo hraní na violu ve skladbě „Patrolling Wire Borders“ z Enova alba Music for Films. Mimo to vše ještě produkoval a hrál na klávesy na albu Some Things Never Change zpěváka Davida Kubinece. Skupina Harry Toledo & The Rockets se nedlouho po vydání EP rozpadla a několik jejích členů založilo nový projekt The Necessaries. Ten hned v roce 1979 u SPY vydal svůj první singl „You Can Borrow My Car“ / „Runaway Child“, který opět produkoval Cale.
V té době rovněž produkoval singl „Disco Clone“ zpěvačky Cristiny; přestože je uveden jako producent tohoto singlu na jeho obalu, sám si na nahrávání nevzpomíná. V březnu 1979 vydal Ian Hunter své čtvrté sólové album You're Never Alone with a Schizophrenic, kde Cale hraje na klávesy v písni „Bastard“. V prosinci 1979 vydal na značce SPY Records koncertní album Sabotage/Live obsahující písně, které nikdy nevyšly na studiových albech. V roce 1980 produkoval album Une nouvelle vie francouzské novovlné skupiny Modern Guy. Dále na tomto albu hrál na cembalo, varhany a perkuse; toho roku ještě produkoval tři písně („Shopping for Clothes“, „Joey“ a „Red Army“) dua Judy Nylon a Patti Palladin, které vystupovaly pod názvem Snatch. V roce 1980 se během Caleova koncertu v Austinu k němu připojil v jedné skladbě Sterling Morrison. V té době rovněž nahrál písně „Piano-La“ a „Velvet Couch“ spolu s anglickým zpěvákem Davidem Bowiem; obě však zůstaly oficiálně nevydané.
Od sedmdesátých do osmdesátých let Cale na pódiu často vystupoval v podivných oblecích, jako například lékařský plášť a rouška nebo hokejová maska. Do osmdesátých let vkročil podepsáním smlouvy s A&M Records a vzápětí vydal album Honi Soit, první plnohodnotné studiové album po šesti letech. Jeho producentem tentokrát nebyl Cale, ale Mike Thorne. Kvůli obalu a názvu alba Cale oslovil Andyho Warhola, který mu navrhl, že by se album mohlo jmenovat John and Yoko a na obalu by byl Cale vyfocen s Yoko Ono. S tímto návrhem Cale nesouhlasil a Warhol obal vytvořil jinak. Album nemělo dostatečný komerční úspěch, což znamenalo Caleův odchod od A&M Records. V květnu 1980 odehrál dva koncerty s programem The Nine Lives of Gordon Liddy, při kterém mimo starších písní odehrál i několik nevydaných. V říjnu 1981 se oženil s Risé Irushalmi, kterou poprvé potkal v roce 1979 v klubu CBGB. Krátce předtím, než ji potkal, měl vztah na jednu noc se Sylvií Morales, která se později provdala za Lou Reeda. Později podepsal smlouvu s vydavatelstvím ZE Records a v říjnu 1982 vydal album Music for a New Society. Na album přispěl dvěma svými texty i spisovatel, herec a hudebník Sam Shepard. Shepard Calea požádal, zdali by nesložil hudbu k jeho operetě nazvané The sad lament of Pecos Bill on the eve of killing his wife. Cale však nesouhlasil, neboť sám chtěl pracovat na opeře inspirované životem velšského básníka Dylana Thomase. Nakonec ani tento plán nevyšel, později však alespoň zhudebnil několik jeho básní. Roku 1982 složil hudbu k jednomu filmu série American Playhouse nazvanému Who Am I This Time?; režisérem byl Jonathan Demme.

### Osmdesátá léta
Jako producent a hráč na barytonovu kytaru a syntezátorové perkuse se v roce 1983 podílel na singlu Made for TV: „So Afraid of the Russians“ / „Unknown Soldier“. V říjnu 1984 produkoval nahrávky skupiny Gene Loves Jezebel, ty však zůstaly nevydané. V lednu 1984 vyšlo u ZE Records další sólové album Caribbean Sunset a v září téhož roku pak jeho druhé koncertní album John Cale Comes Alive, které bylo doplněné o dvě ve studiu nahrané písně. O rok později následovalo další studiové album Artificial Intelligence vydané u vydavatelství Beggars Banquet Records. Jeho producentem byl opět Cale a pod všemi skladbami byl mimo Calea autorsky podepsán i newyorský spisovatel Larry „Ratso“ Sloman. U stejného vydavatelství vyšlo i nové album Nico s názvem Camera Obscura; Cale jej produkoval a v titulní písni zpíval. Téhož roku produkoval album skotské skupiny James King and the Lonewolves, které však nikdy nebylo vydáno. V červenci 1985 se Caleovi a jeho ženě narodilo první a jediné dítě, dcera Eden.
Po vydání alba Artificial Intelligence se Cale začal věnovat různým vedlejším projektům a na více než deset let kompletně rozpustil svou doprovodnou skupinu. V roce 1986 produkoval tři písně z alba Pop Model belgické zpěvačky Lio („Dallas“, „Barbie“ a „Veste Du Soir“). Toho roku dále složil hudbu k dalšímu Demmeho filmu Něco divokého. Roku 1987 produkoval debutové album britské skupiny Happy Mondays nazvané Squirrel and G-Man Twenty Four Hour Party People Plastic Face Carnt Smile (White Out). Ve stejném roce pak produkoval ještě album Try to be Mensch německé skupiny Element of Crime; rovněž hrál ve čtyřech skladbách na klávesy. Krom toho vydal u vydavatelství ROIR archivní koncertní album Even Cowgirls Get the Blues nahrané v letech 1978 a 1979 v newyorském klubu CBGB. Koncem roku 1987 odehrál sérii koncertů v duu s Chrisem Speddingem. Ke konci jejich turné Cale při vystoupení na Massachusetts College of Art představil své dílo pro smyčcový kvartet. Rovněž složil čtyři skladby pro balet „Sanctus“ taneční společnosti Randyho Warshawa; veškerá hudba byla nahrána za pomoci elektronického orchestru samotným Calem. V listopadu 1987 představil v Amsterdamu své dílo Falklands Suite, ve kterém zhudebnil několik básní Dylana Thomase. Toho roku se začal věnovat také herectví; nejprve dostal lekce od herce F. Murraye Abrahama a následně hrál roli Hubbleyho v krátkém filmu The Houseguest režiséra Franze Harlanda. K filmu složil i originální hudbu.

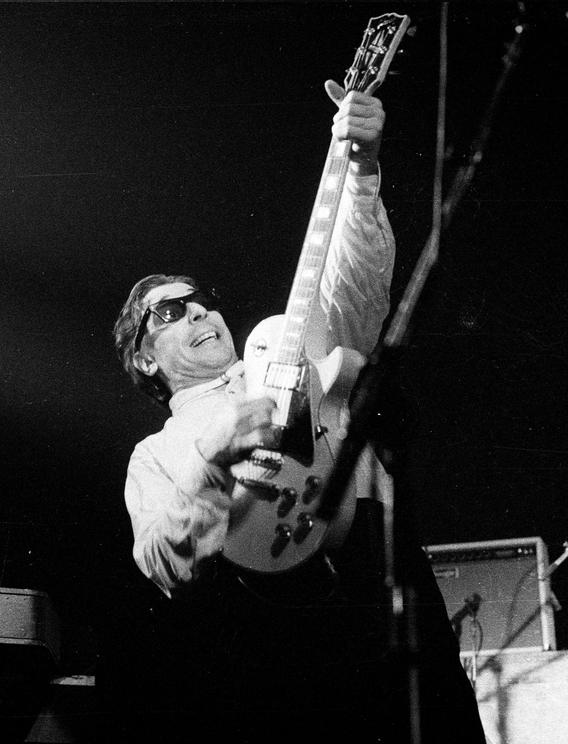
John Cale v Gentu v roce 1983

V roce 1988 produkoval a zpíval doprovodné vokály na albu Crawl with Me kanadského zpěváka Arta Bergmanna. O rok později svůj program Falklands Suite nahrál i ve studiu a vydal na albu Words for the Dying, které produkoval Brian Eno. Během nahrávání alba byl režisérem Robem Nilssonem natočen i stejnojmenný dokument, v němž je zachyceno nahrávání alba v Moskvě, Londýně i Walesu. V tomtéž roce pak produkoval a hrál na klávesy, klavír a zpíval doprovodné vokály v různých písních z alba Lullabies for Lager Louts skupiny Big Vern.

### Spolupráce sLou Reedem a vstup do nové dekády
Když v únoru 1987 nečekaně zemřel Andy Warhol, na zádušní mši došlo k setkání Calea s režisérem Julianem Schnabelem, který mu navrhl, aby napsal requiem pro Warhola. Cale tak učinil a později tuto skladbu chtěl představit i Reedovi, který se rovněž mše účastnil. Když se spolu setkali, Reedovi se skladba zalíbila a začali společně pracovat na celém albu pro Warhola. Než album nazvané podle jedné z Warholových přezdívek Songs for Drella vyšlo, bylo několikrát představeno při koncertech. Kompletní verze alba vyšla v dubnu 1990. Přibližně dva měsíce poté, dne 15. června 1990, Cale s Reedem představovali několik skladeb z alba ve francouzském městě Jouy-en-Josas u příležitosti výstavy o Warholovi pořádané nadací Cartier Fondation. Přestože původně neměli vystupovat, byli pozváni i Morrison s Tuckerovou. Nakonec se však všichni čtyři členové klasické sestavy Velvet Underground sešli na pódiu a zahráli spolu skladbu „Heroin“. Roku 1989 složil hudbu pro krátký dokumentární film Dick režiséra Jo Menella. V tentýž rok hrál roli osamělého spisovatele v krátkém filmu Wonderland USA režisérky Zoe Beloff a hrál postavu jménem Aryan Leader v epizodě „Race Traitors“ kriminálního seriálu The Equalizer. Rovněž hrál na violu v písni „At Night“ z eponymního alba skupiny See No Evil.
V roce 1990 Cale hrál na violu v písni „Sadly Beautiful“ z posledního alba skupiny The Replacements nazvaného All Shook Down a ve stejném roce se ve studiu opět sešla dvojice Eno-Cale, aby spolu nahrála album Wrong Way Up. Duo původně plánovalo odehrát i turné na podporu desky. Přestože Eno původně souhlasil, nakonec odmítl. Dále také produkoval album Sabor Salado španělské skupiny Los Ronaldos. Rovněž měl produkovat album nizozemské skupiny Claw Boys Claw, avšak ke spolupráci nedošlo. Ve stejném roce vyšla kompilace věnovaná Williamu Burroughsovi nazvané Dead City Radio, na kterou Cale přispěl skladbami „Ah Pook the Destroyer“, „Brion Gysin's All-Purpose Bedtime Story“, „No More Stalins, No More Hitlers“ a „Love Your Enemies“. Rovněž se v Paříži představil jako model při dvou módních přehlídkách; při jedné byl oblečen společností Comme des Garçons a podruhé od japonského návrháře Jódžiho Jamamota.
Roku 1991 produkoval eponymní album francouzské zpěvačky Louise Féronové a hrál na violu a syntezátory v několika písních z alba I Spent a Week There the Other Night Maureen Tuckerové. Je rovněž uveden jako hráč na „radar blips“ na albu Heart and Mind americké skupiny Sister Double Happiness a hrál na klavír v jedné písni z eponymního alba korsické skupiny Les Nouvelles Polyphonies Corses. V roce 1991 Cale složil hudbu ke svému prvnímu plnohodnotnému baletu Iphigenia in Tauris. V září toho roku vyšla kompilace I'm Your Fan, na kterou přispěli různí hudebníci svými verzemi písní Leonarda Cohena; Cale zde přispěl písní „Hallelujah“. Jeho první soundtrack Paris s'eveille – suivi d'autres compositions, vydaný v tomto roce, obsahoval vedle jím složené hudby k filmovému dramatu Paris s'éveille režiséra Oliviera Assayase ještě studiovou verzi skladby „Sanctus“ a několik dalších kratších skladeb. V roce 1992 složil hudbu k politickému thrilleru Primary Motive režiséra Daniela Adamse. Dále pak vytvořil multimediální projekt Life Under Water, v němž střídal hru na klavír, smyčcový kvartet a různé zvukové efekty. Později režisérka Zoe Beloff natočila film založený na tomto projektu. V dubnu 1992 nahrál v Bruselu koncertní album Fragments of a Rainy Season, kde se doprovází pouze na klavír a akustickou kytaru; album vyšlo později v tomto roce. Ve stejný rok zpíval v písních „Hunger“ a „First Evening“ z alba Sahara Blue francouzského skladatele Hectora Zazou. Dále pak pokračovat ve filmové tvorbě a složil hudbu k Zrození lásky francouzského režiséra Philippa Garrela, s nímž v sedmdesátých letech blízce spolupracovala i Nico. V listopadu 1993 vyšla hudbu k tomuto filmu na albu 23 Solo Pieces for La Naissance de L'Amour.

### Obnovení The Velvet Underground

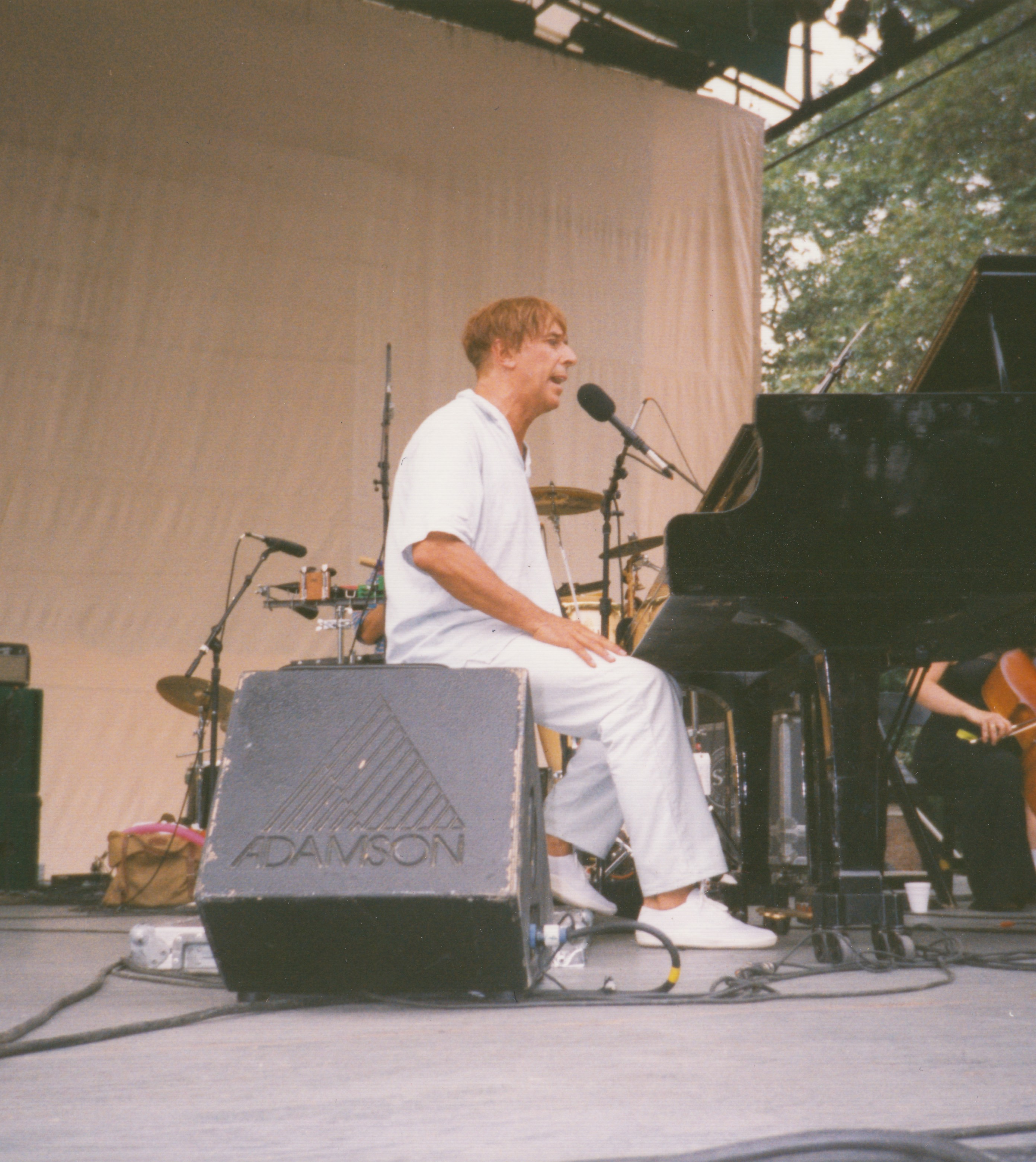
John Cale v New Yorku v roce 1995

Počátkem prosince 1992 Cale vystupoval na Newyorské univerzitě, přičemž několik skladeb odehrál sám s klavírem a několik za doprovodu smyčcového kvarteta Soldier String Quartet. Při několika skladbách se na pódiu objevili i Morrison a Reed. O měsíc později pak Cale s Morrisonem odehráli v televizním pořadu The Tonight Show skladbu „Paris 1919“ a během následného rozhovoru Cale žertem řekl, že v nejbližší době bude skupina Velvet Underground pro peníze obnovena. V únoru 1993 se klasická sestava skupina doopravdy sešla a začala společně zkoušet a plánovat evropské turné. Turné skupina zahájila první červnový den v Edinburghu. Následovala řada dalších vystoupení ve Spojeném království, Nizozemsku, Německu, Česku, Švýcarsku, Dánsku, Itálii a Francii. Záznam z několika pařížských koncertů později vyšel jako koncertní album Live MCMXCIII. Přestože skupina plánovala i americké turné, rozpadla se nedlouho po skončení toho evropského. Roku 1993 rovněž vyšla dvě alba věnovaná Johnu Cageovi; na první Caged/Uncaged Cale přispěl mluveným slovem, na druhé A Chance Operation pak skladbou „In Memoriam John Cage – Call Waiting“. Následujícího roku vydal další kolaboraci v podobě alba Last Day on Earth s americkým písničkářem Bobem Neuwirthem, jejíž počátky byly položeny již několik let před vydáním. Neuwirth Calea v tomtéž roce pozval i na nahrávání alba Phoenix písničkáře Vince Bella, které Neuwirth produkoval; Cale zde hrál na klavír. V červenci toho roku byla vydána kompilace Seducing Down the Door: A Collection 1970–1990; o dva roky později pak další The Island Years.
V prosinci 1994 hrál při promítání němého filmu Alonzo, muž bez rukou z roku 1927 v Paříži a v Lyonu; první z koncertů byl nahrán a později vydán na albu The Unknown. Ještě v roce 1994 nahrál báseň Dylana Thomase „Your Pain Shall be a Music“ na stejnojmenné album Jódžiho Jamamota a produkoval pět písní na albu The Rapture britské skupiny Siouxsie and the Banshees; toto album vyšlo až počátkem roku 1995. Tři z členů Velvet Underground, tedy Cale, Morrison a Tuckerová, se v listopadu 1994 setkali v muzeu Andyho Warhola v Pittsburghu, kde hudebně doprovodili projekci Warholových filmů Eat a Kiss. Ještě před tím, než Morrison v srpnu 1995 zemřel, stihl spolu s Calem a Tuckerovou nahrát coververzi skladby „People Who Died“ od Jima Carolla pro film Antártida. I k tomuto filmu, jenž režíroval španělský režisér Manuel Huerga, složil Cale hudbu a sám zde byl zachycen, když přišli dva hlavní hrdinové filmu na jeho koncert; hrál zde píseň „Antartica Starts Here“. Roku 1994 měl Cale v plánu opět spolupracovat s Terrym Rileyem, ale ze spolupráce sešlo. V roce 1995 pak složil hudbu k Nezapomeň, že zemřeš francouzského režiséra Xaviera Beauvoise a v roce 1996 to byl britský film Střelila jsem Andyho Warhola kanadské režisérky Mary Harronové pojednávající o feministické spisovatelce Valerie Solanasové a jejím atentátu na Andyho Warhola. Ve stejný rok to byl další film, který souvisel s Warholem; sice Basquiat o stejnojmenném malíři, který určitou dobu s Warholem blízce spolupracoval. Svou hudbou rovněž přispěl k šestiminutovému animovanému snímku Ah Pook Is Here, ve kterém vypráví William S. Burroughs.

### Druhá polovina devadesátých let
V říjnu 1995 Cale ve Vídni představil svou operu Mata Hari, ke které složil hudbu a Franz Harland libreto. Cale plánoval operu v létě 1997 oživit a představit ji v několika dalších městech, k čemuž však již nikdy nedošlo. V roce 1995 opět spolupracoval se Zazouem; tentokrát šlo o duet s americkou zpěvačkou Suzanne Vega v písni „The Long Voyage“ z alba Chansons des mers froides. Ve stejný rok složil hudbu a hrál na klavír v písni „Perfect Moon“ z alba Ivana Krále nazvaného Nostalgia; text k písni napsala Patti Smith, která jej rovněž recituje. S Patti Smith spolupracoval i v následujícím roce, kdy hrál na varhany v písni „Beneath the Southern Cross“ z jejího alba Gone Again. V srpnu 1996 pak hrál jako host na baskytaru v písních „Land“ a „Gloria“ při jejím koncertě v Londýně. V lednu 1996 byla skupina Velvet Underground ve své klasické sestavě uvedena do Rock and Roll Hall of Fame. Uvedení se již nedožil Morrison a zbývající trio mu věnovalo píseň „Last Night I Said Goodbye to My Friend“. V roce 1996 hrál na klavír v písni „Love to Die for“ z alba Fantastic Star britského zpěváka Marca Almonda a produkoval album Rooms projektu Goya Dress vedeném skotskou zpěvačkou Astrid Williamsonovou; rovněž několik skladeb mixoval a v „Scorch“ hrál na klavír. Ve stejném roce ještě produkoval a mixoval album The First Second skupiny Maids of Gravity a produkoval In Paradisu od Les Nouvelles Polyphonies Corses. V září 1996 vydal po sedmi letech nové album nazvané Walking on Locusts; v roli hostů se na něm podíleli například David Byrne nebo Maureen Tuckerová, hostovat zde měla i Patti Smith, ale nakonec se tak nestalo. Jde o jeho jediné sólové album vydané v této dekádě. V roce 1997 složil hudbu k filmu Michaela Haussmana s názvem Rhinoceros Hunting in Budapest a přispěl zhudebněnou básní „The Moon“ na album Kicks Joy Darkness věnované Jacku Kerouacovi. Brzy poté přispěl zhudebněnou básní „La Aurora“ (s textem přeloženým do angličtiny; pod názvem „Daybreak“) na album věnované španělskému básníkovi Federicu García Lorcovi.
V říjnu 1997 měl premiéru další balet, ke kterému složil Cale hudbu. Choreografii vytvořil Ed Wubbe a balet byl věnován Nico (podle které dostal také svůj název – Nico). V následujícím roce vyšla hudba z tohoto baletu na albu Dance Music. V roce 1997 hrál na klavír a mixoval píseň „Feel Alright“ novozélandské skupiny Garageland; píseň nevyšla na žádném studiovém albu, ale pouze jako singl. Koncem roku 1997 se rozešel se svou manželkou Risé. Později byla jeho přítelkyní kurátorka umění Claudia Gould. S ní Cale spolupracoval již v minulosti na projektu The Music Box Project, ke kterému několik různých skladatelů vytvořilo vlastní hudbu a design hrací skříňky. Jedním ze skladatelů byl i Cale, který na projektu spolupracoval s umělcem Josephem Kosuthem. Původně chtěl složit rachotivé zvuky, avšak nakonec přispěl krátkou skladbou, kterou původně napsal pro svatbu svého přítele. V roce 1998 spolu s Andym Gillem a Jimem O'Rourkem produkoval píseň „Needles for Teeth“ z eponymního EP skupiny The Jesus Lizard a produkoval píseň „Ever“ z alba 1 Douar francouzského harfisty Alana Stivella; ve stejné písni také hrál na baskytaru. Během roku 1998 rovněž odehrál společné turné se skupinou The Creatures. V roce 1998 spolupracoval s íránským režisérem Raminem Niami, k jehož filmu Někde ve městě složil hudbu. V roce 1999 složil hudbu k dokumentárnímu filmu Jamese Marshe nazvanému Wisconsinský výlet za smrtí, dalšímu Garrelovu filmu Le Vent de la nuit a rakouskému dramatu Die Jungfrau režiséra Diega Donnhofera. Tentýž rok přinesl album Desert Station Frequency americké skupiny Ventilator, pod kterým je Cale opět podepsán jako producent. Duetem se Suzanne Vega v podobě písně „So Long, Marianne“ od Leonarda Cohena přispěl na kompilaci Bleecker Street: Greenwich Village in the 60's. Toho roku Cale vydal svou autobiografickou knihu nazvanou What's Welsh for Zen?, kterou spolu s Calem napsal Victor Bockris a graficky ji upravil Dave McKean. V dubnu 1999 vyšla další kompilace Close Watch: An Introduction to John Cale a o rok později produkoval album Undrentide britské vokální skupiny Mediæval Bæbes specializující se na středověkou hudbu. Roku 2000 byla představena jeho druhá spolupráce s Harronovou, sice film Americké psycho. Cale složil hudbu a o orchestraci jeho skladeb se postaral Randall Woolf. Stejný rok přinesl několik dalších filmů s Caleovou hudbou: Love Me (r. Laetitia Massonová), Saint-Cyr (r. Patricia Mazuyová) a Abschied - Brechts letzter Sommer (r. Jan Schütte). Roku 2000 se výrazně podílel na filmu Beautiful Mistake režiséra Marca Evanse, ve kterém s různými velšskými hudebníky hrál své a jejich písně; s režisérem spolupracoval již v roce 1997, kdy složil hudbu pro jeho film Vysněná Amerika.

### Nové milénium

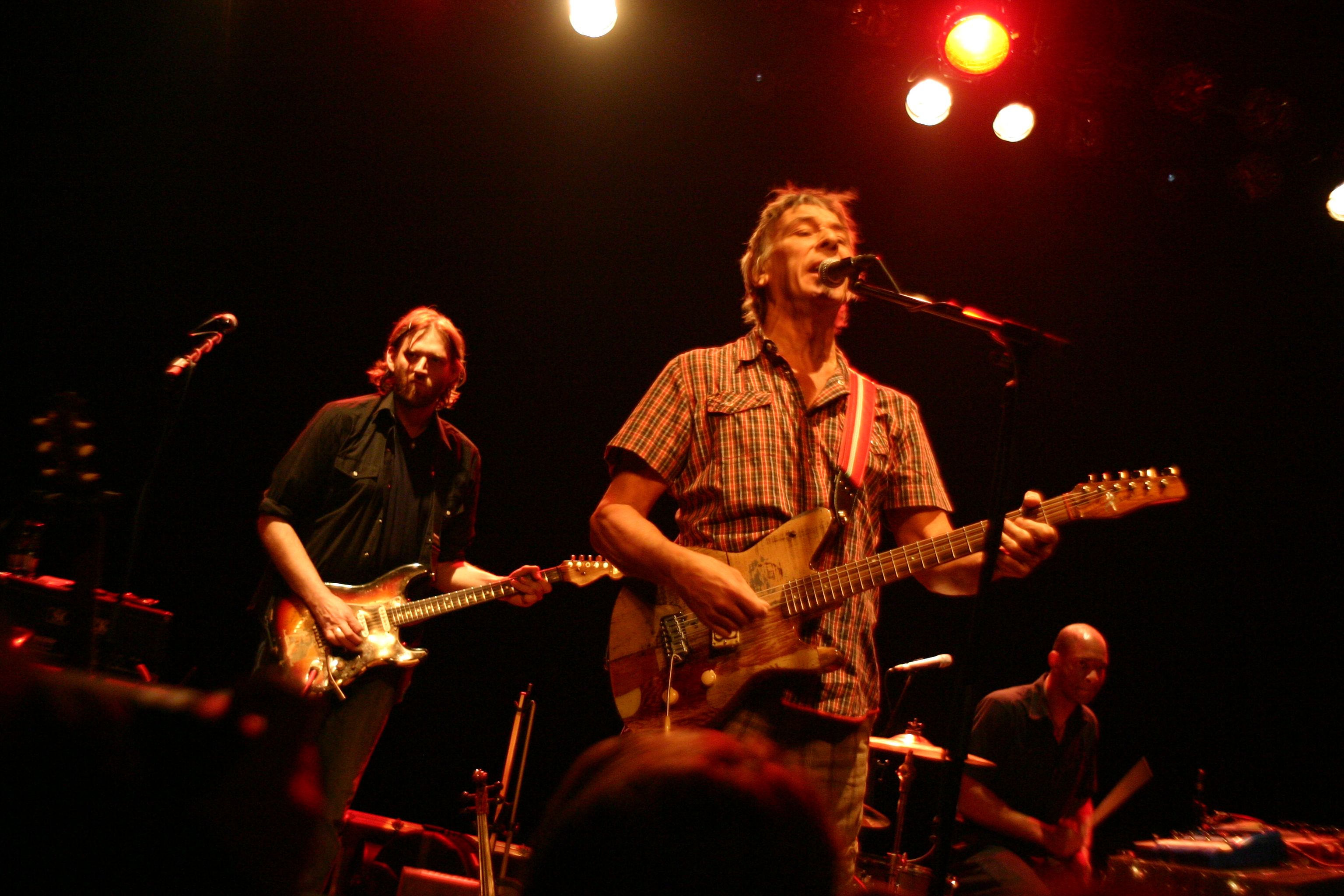
Caleova skupina při koncertě v Praze v roce 2006: (zleva) Dustin Boyer, Cale a Michael Jerome (baskytarista Joseph Karnes na obrázku chybí)

V květnu 2000 vydal Cale první z řady archivních alb složených z avantgardní hudby nahrané v šedesátých letech; neslo název Day of Niagara. Následovala alba Sun Blindness Music (2001), Dream Interpretation a Stainless Gamelan (obě 2002); to vše bylo završeno box setem New York in the 1960s vydaném v roce 2005. V roce 2001 přispěl klavírem do písně „Presidential Suite“ z alba Rings Around the World velšské skupiny Super Furry Animals a zpíval v písni „I Wanna Be Around“ z alba Small World Big Band britského moderátora a klavíristy Joolse Hollanda. V roce 2002 zpíval a hrál na klavír v písni „Don't Pretend“ z alba Hitting the Ground amerického zpěváka Gordona Gana a je rovněž spoluautorem písně „The Insult“, kterou rovněž zpívá, z alba Positions projektu Trash Palace. Rovněž byl vypravěčem ve filmu N[eon] výtvarníka a režiséra Dave McKeana. S dalším novým vlastním materiálem přišel v květnu 2003, kdy vydal u EMI Records pětipísňové EP 5 Tracks. Album bylo inspirováno teroristickými útoky v září 2001, kdy Cale bydlel blízko místa činu. V říjnu téhož roku přišel s novým plnohodnotným albem HoboSapiens, jehož název vznikl jako jazyková hříčka z homo sapiens. Album v písních a mezi nimi obsahovalo různé rušivé elementy, jako například italské hlasy, a spolu s Calem jej produkoval Nick Franglen.
V roce 2003, pět let po jeho první spolupráci s Raminem Niamim, Cale složil hudbu k jeho filmu Paříž. Stejný rok přinesl ještě dva filmy: Y Mabinogi režiséra Dereka Hayese, kde opět spolupracoval s orchestrátorem Randallem Woolfem a skladby nahrál s Velšským národním orchestrem, a Rhinoceros Eyes, jenž režíroval Aaron Woodley. Dále pak složil část hudby pro dokumentární film Con Man. V roce 2003 se podílel na dokumentárním filmu Nové výjevy z Ameriky dánského režiséra Jørgena Letha a hrál velšskou lidovou píseň „Ar Lan y Môr“ v Evansově filmu Dal: Yma/Nawr. Vedle toho rovněž vyšla Caleova biografická kniha od Tima Mitchella nazvaná Sedition and Alchemy. O rok později složil hudbu k filmu britského režiséra C. S. Leigha s názvem Process. Dne 8. února 2004 hrál hudbu k filmu u příležitosti promítání filmu; největší část byla odehrána na klavír, ale hrál i na syntezátory a vytvářel hluk za pomoci elektrické kytary. Se stejným režisérem spolupracoval i na biografickém filmu o Andym Warholovi Everybody Had a Camera. Dvojice v tomto případě spolupracovala na scénáři. Cale chtěl, aby ve filmu hráli známí hollywoodští herci, jako například Johnny Depp (měl hrát Calea), Uma Thurman a Reese Witherspoonová (jako Nico a Edie Sedgwick). Projekt však právě díky tomu nebyl dokončen. V roce 2005 ještě složil hudbu k dokumentu About Face: The Story of the Jewish Refugee Soldiers of World War II režiséra Stevena Karrase.
S dalším albem tentokrát přišel už po dvou letech; neslo název Black Acetate a vyšlo koncem září 2005 na značce EMI. V novém miléniu se postupně přestal věnovat produkování a hraní na albech jiných interpretů. Vrátil se až v roce 2006, kdy produkoval album The Boxing Mirror písničkáře Alejandra Escoveda. V roce 2007 produkoval album skupiny Ambulance LTD, ale to nakonec kvůli krachu nahrávací společnosti nevyšlo. Toho roku Cale vydal nové koncertní album Circus Live. V následujícím roce hrál na violu a syntezátory na albu Replica Sun Machine anglické kapely The Shortwave Set. V roce 2008 dostal další filmovou roli; tentokrát hrál postavu jménem Dick Winter ve filmu Salamandra argentinského režiséra Pabla Agüera. Během závěrečných titulků filmu Cale za doprovodu souboru Pequeña orquesta reincidentes zpívá ve španělštině píseň „Naranjo en flor“. V říjnu 2008 se v londýnské Royal Festival Hall konal první ročník festivalu Life Along the Borderline: A Tribute to Nico u příležitosti jejích nedožitých sedmdesátých narozenin. Akce se opakovala v květnu 2009 v italské Ferraře, v březnu 2010 v polské Wroclawi, v dubnu toho roku v Římě a nakonec v lednu 2013 v New Yorku. V roce 2010 hrál na klávesy v písni „Auto-Intoxication“ na albu Postcards from a Young Man velšské skupiny Manic Street Preachers.

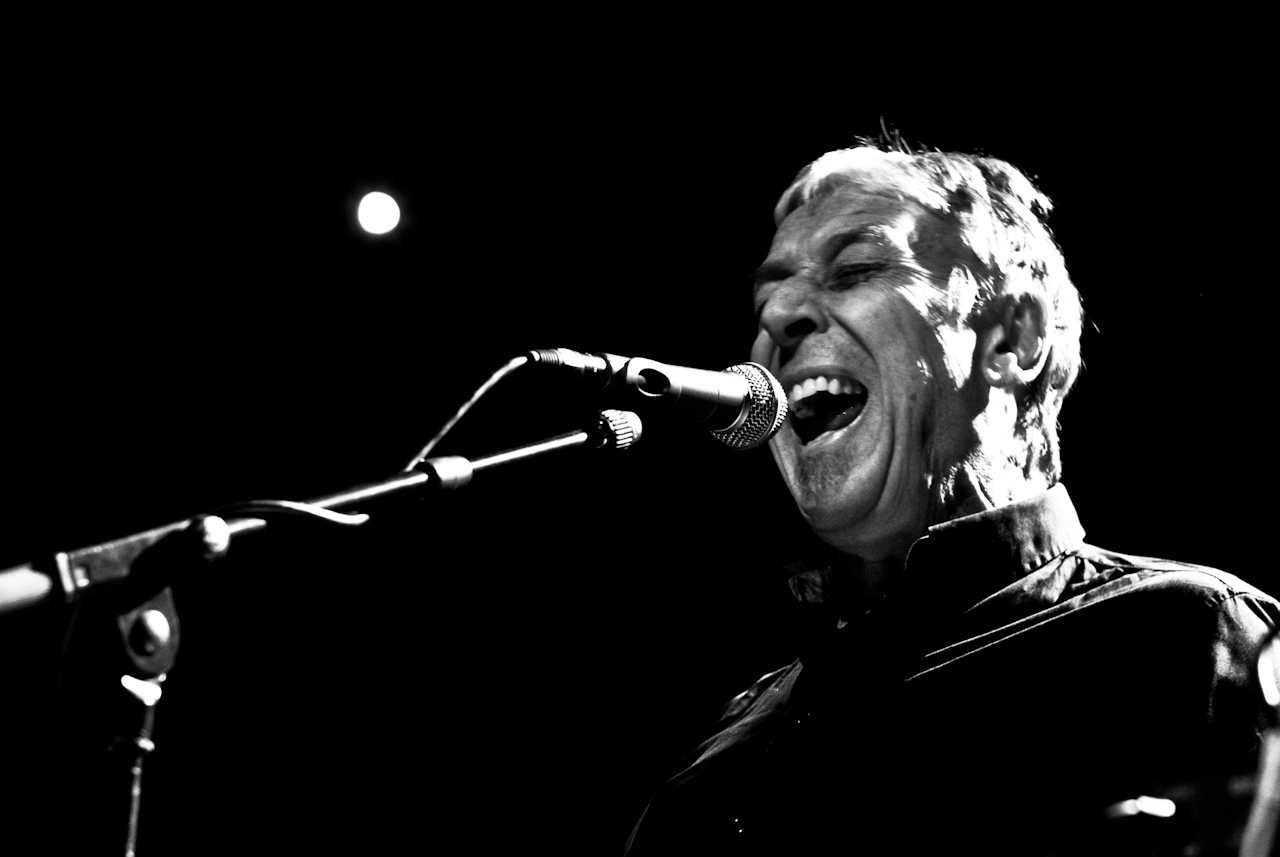
John Cale v Angers v roce 2011

Od června 2009 zastupoval Wales na italském festivalu Biennale di Venezia, kde představil multimediální projekt Dyddiau Du/Dark Days. Šlo o záběry z jeho rodného Garnantu a okolních kopců promítané na pěti obrazovkách. V lednu 2010 program Dyddiau Du/Dark Days zopakoval v australském Hobartu, v červenci v německém Essenu a nakonec v říjnu a listopadu i ve velšském Swansea. Od roku 2009 několikrát odehrál koncert s orchestrem, při kterém zahrál celé své album Paris 1919 z roku 1973; poprvé v listopadu 2009 v Cardiffu, následně v březnu 2010 v Londýně, v květnu Norwichi, v září v Paříži, v květnu 2011 v Barceloně, v říjnu v Essenu, v listopadu v Malmö a v lednu 2013 dvakrát v New Yorku. V říjnu 2010 vyšlo archivní koncertní album Live at Rockpalast nahrané během dvou německých vystoupení v letech 1983 a 1984; první disk obsahuje záznam z koncertu s kapelou a druhý Caleův sólový s klavírem a kytarou. V květnu 2011 představil na Brightonském festivalu speciální program Émigré/Lost & Found, při kterém spolu s orchestrem a hostujícím Nickem Franglenem zahrál nejsmutnější písně z celé své kariéry. V roce 2011 po jedenácti letech spolupracoval s Patricií Mazuyovou a složil hudbu pro film Sport de filles. Toho roku složil také hudbu ke Garrelovu filmu Un été brûlant.

### Současné aktivity
V září 2011 vydal po šesti letech album s novým materiálem; šlo však pouze o EP nazvané Extra Playful. V únoru 2012 vyšly souborně na jednom albu různé nahrávky, které produkoval nebo aranžoval; album se jmenuje Conflict & Catalysis: Productions & Arrangements 1966–2006. Již s vydáním EP Extra Playful bylo oznámeno, že brzy poté vyjde nové plnohodnotné album, které nakonec vyšlo v říjnu 2012 a dostalo název Shifty Adventures in Nookie Wood. V srpnu následujícího roku představil kompletně přepracované album Music for a New Society při koncertě v dánském Aarhusu. Toho roku opět spolupracoval s Garrelem, kdy složil hudbu k jeho filmu Žárlivost; nakonec však jeho hudba použita nebyla a složil jí francouzský kytarista Jean-Louis Aubert. Roku 2014 se po šesti letech opět představil jako herec; hrál v epizodě „Sorrowsworn“ amerického seriálu The Bridge. V září téhož roku odehrál v Londýně dvě speciální vystoupení, při nichž představil nové audiovizuální dílo nazvané LOOP>>60Hz: Transmissions from The Drone Orchestra; spolupracoval na něm s architektem Liamem Youngem. V říjnu téhož roku odehrál společné vystoupení se zpěvačkou Patti Smith v budově Cartierovy nadace pro současné umění v Paříži. U příležitosti stého výročí Vánočního příměří, které proběhlo během první světové války a během něhož se setkali britští a němečtí vojáci, představil v malém městě Mesen v Belgii nové hudební dílo inspirované touto událostí. Obsahovalo celkem čtyři skladby, z toho jedna byla zhudebněnou básní Dylana Thomase. Při představení, které se odehrálo 20. prosince 2014, dále představil kompletně přepracovanou koncertní verzi alba Paris 1919. Toho roku také napsal předmluvu ke knize fotografií Billyho Namea nazvané The Silver Age.

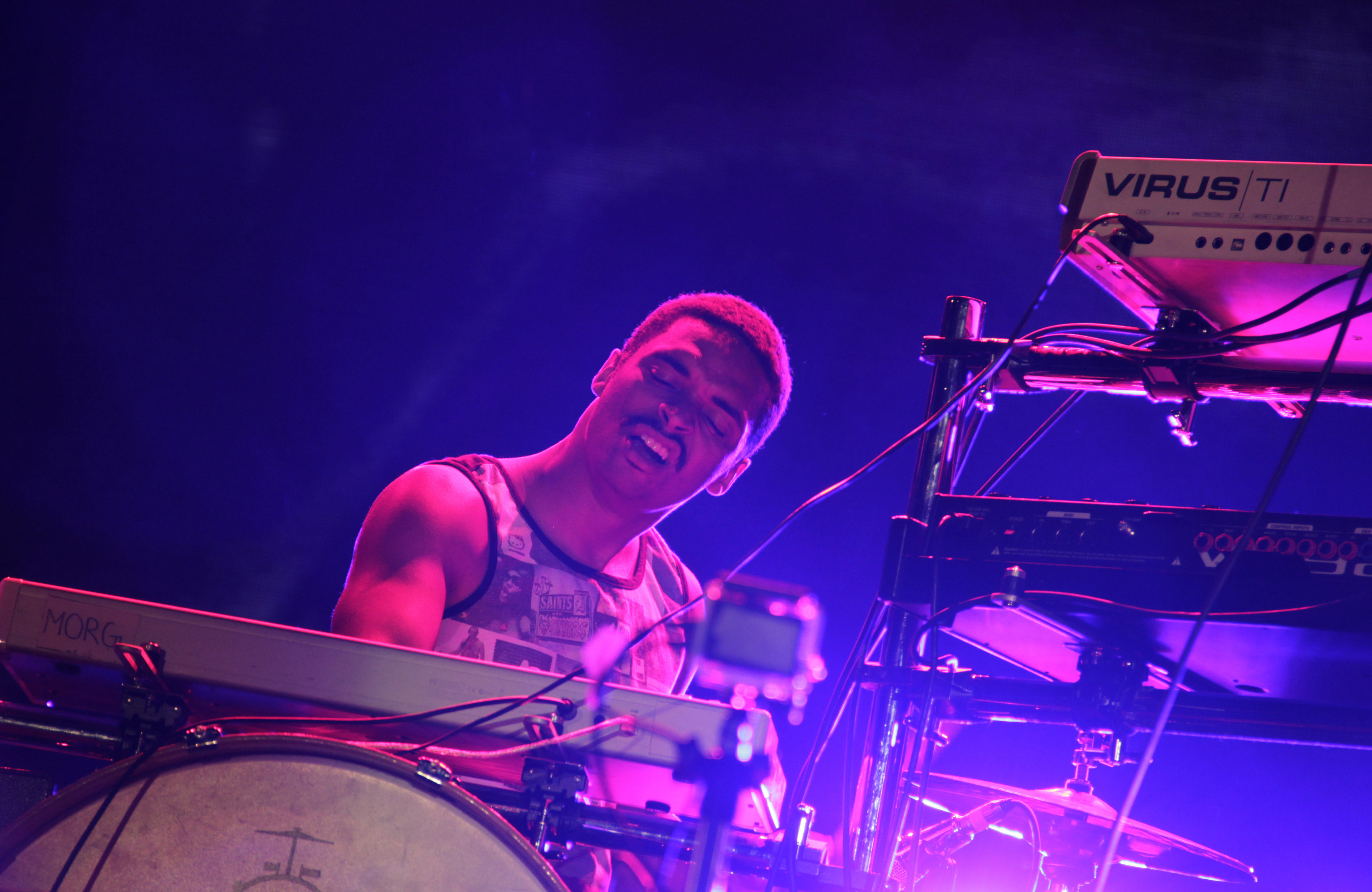
Deantoni Parks, který s Calem vystupuje s přestávkami od roku 2003

V dubnu 2015 hrál při otevření nové budovy newyorského Muzea amerického umění Whitneyové. Spolu s ním vystoupil Tony Conrad, se kterým spolupracoval již v šedesátých letech, a vytvořili hudební doprovod k Warholovu němému filmu Empire. Dále zde se svou vlastní kapelou odehrál více než šestihodinové vystoupení. Hráli na venkovních terasách ve velmi silném mrazu, přičemž každý hudebník stál na jiné terase. To bylo doprovázeno vizuálními efekty Abigail Portner. Šlo o hudbu stylu drone, zpočátku hranou v G, později – během průjezdu vozidla NYFD – hudebníci přešli do E a když již siréna nebyla slyšet, vrátili se k G. V srpnu 2015 Cale vystoupil na melbournském festivalu Supersense s audiovizuálním představením nazvaným Signal to Noise. Doprovázela jej zde elektronická hudebnice Laurel Halo a zpěvačka Lisa Gerrardová. Vizuální podobu obstarala Abigail Portner. V lednu 2016 vydal nové studiové album nazvané M:FANS. Nahrávka neobsahuje nové písně, ale nově nahrané verze starších písní, které již v roce 1982 vyšly na albu Music for a New Society. Rovněž se podílel na nahrávce Painting With skupiny Animal Collective (hrál na violu v písni „Hocus Pocus“). Počátkem dubna toho roku odehrál v Paříži celé album The Velvet Underground & Nico za doprovodu hostů, jimiž byli Pete Doherty a Carl Barât ze skupiny The Libertines, francouzští zpěváci Étienne Daho a Lou Doillon, rapper Saul Williams, skupina Animal Collective a hudebníci Mark Lanegan a Nick Franglen. Při koncertu rovněž odehrál většinu písní z desky White Light/White Heat. V červenci toho roku zahrál tři písně od Davida Bowieho při poctě tomuto hudebníkovi, která se konala v londýnské Royal Albert Hall. Toho roku měl rovněž premiéru film Love Twice režiséra Roba Nilssona, v němž Cale ztvárnil roli filmového producenta Lestera. Role byla připravena přímo pro Calea.
V dubnu 2017 vydal desetiapůlminutovou avantgardní nahrávku iO na gramofonové desce. Vzniklo pouze sto kusů, přičemž všechny byly Calem ručně očíslovány a podepsány. Následující měsíc, dne 26. května 2017, vystoupil v Liverpoolu se stejným programem jako v předchozím roce v Paříži – hosty tentokrát byli The Kills, Gruff Rhys, Clinic, Nadine Shah, Fat White Family a Wild Beasts. Naposledy program uvedl při dvou vystoupeních v New Yorku ve dnech 16. a 17. listopadu 2017. Hosty tentokrát byli Caroline Polachek, Tunde Adebimpe, Kurt Vile, Connan Mockasin, Sky Ferreira a členové kapel MGMT, Animal Collective a Oh Sees. Toho roku rovněž napsal předmluvu ke knize textů Marka Lanegana s názvem I Am the Wolf. Roku 2018 potřetí a naposledy spolupracoval s režisérkou Patricií Mazuyovou – složil hudbu k filmu Paul Sanchez est revenu!. V roce 2019 se coby host představil v písni „Poison“ zpěvačky Marissy Nadler. V následujícím roce hostoval v písni „Corner of My Sky“ na albu Inner Song velšské hudebnice Kelly Lee Owens. Rovněž hrál ve dvou písních z alba Crestone od Animal Collective. V roce 2022 přispěl novou písní „Mr. Sparrow“ na rozsáhlé kompilační album For the Birds: The Birdsong Project.
V lednu 2023 vydal dlouho odkládané album s novými písněmi, nazvané Mercy. Coby hosté se na něm podíleli Weyes Blood, Sylvan Esso, Tei Shi a další. Již o rok a půl později, v červnu 2024, vydal další sólovou desku POPtical Illusion, tentokrát nahranou výhradně za pomoci svého dlouholetého kytaristy Dustina Boyera a manažerky Nity Scott. Téhož roku hostoval na albu Stranger Than Fiction hudebníka Sevena Davise Jr. V květnu 2025 vydal Cale krátké, sedmipísňové album Mixology (Volume 1), obsahující písně vzniklé při nahrávání předchozích dvou plnohodnotných alb. Téhož roku rovněž hostoval v jedné písni na albu Michelangelo Dying od Cate Le Bon, která v minulosti (2018, 2019, 2022) hostovala při Caleových koncertech.
V roce 2025 v jeho skupině hráli kytarista Dustin Boyer (od 2005), baskytarista Joey Maramba (od 2011), a střídavě bubeníci Deantoni Parks (s přestávkami od 2003) a Alex Thomas (2012–2013, od 2023). K roku 2025 Cale žil v Los Angeles. I ve vysokém věku se věnoval sportu. Poté, co přestal brát v polovině osmdesátých let drogy, začal hrát squash. Například ještě v sedmdesáti letech se věnoval běhu do schodů v mrakodrapech. Rovněž se účastnil závodů v tomto oboru.

## Koncerty vČesku

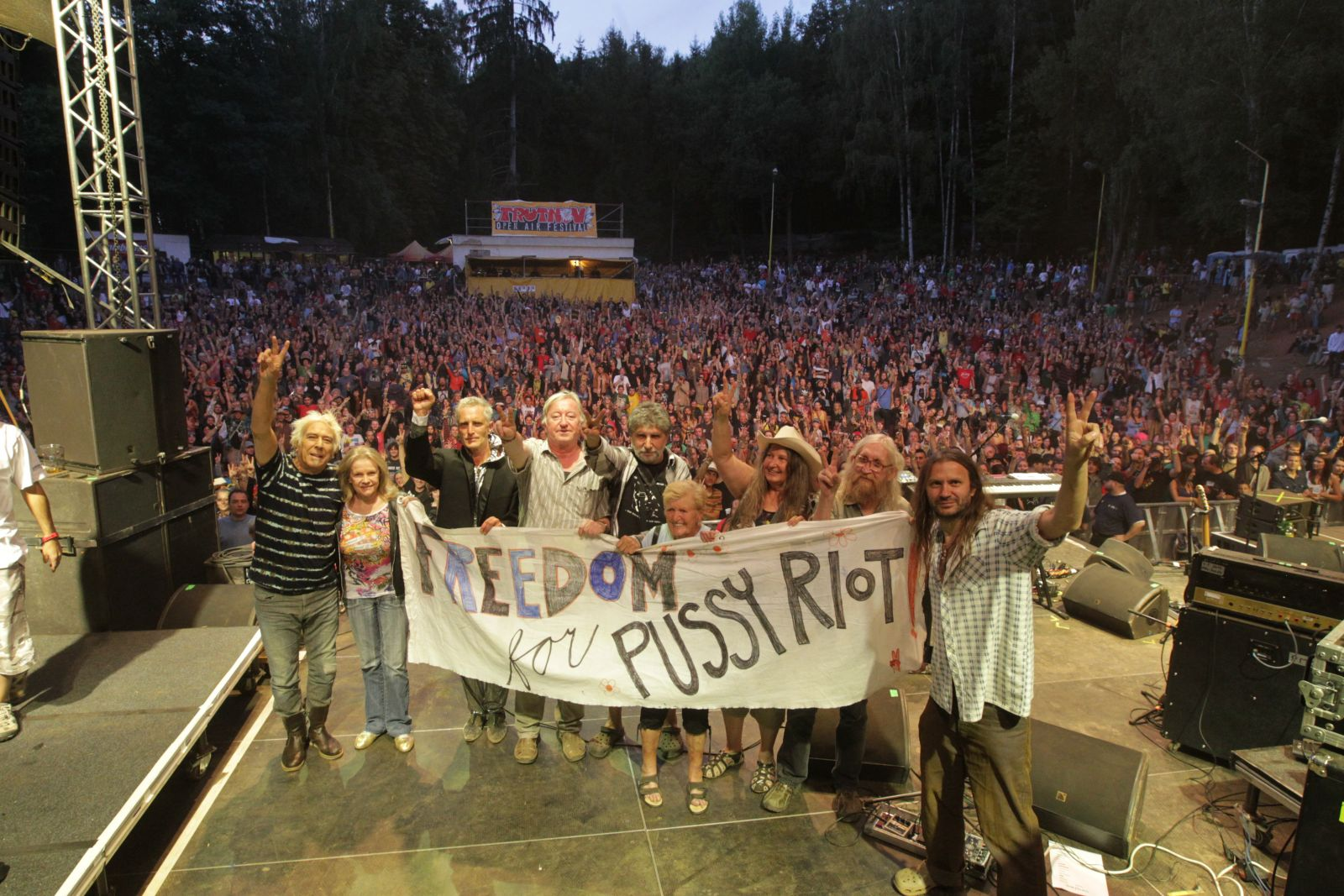
John Cale při protestu proti uvěznění členek kapely Pussy Riot na festivalu v Trutnově

John Cale sám řekl, že má rád Prahu a české publikum, a že toto město zařazoval mezi pět nebo šest míst, kam se při turné těší nejvíc. Poprvé John Cale na území dnešní České republiky vystoupil ještě v době Československa. Stalo se tak 28. listopadu 1992 v pražském Paláci Lucerna. Šlo o Caleův sólový koncert, kde se doprovázel pouze na klavír a akustickou kytaru. Podruhé zde vystupoval po půl roce, 13. června 1993, v Paláci kultury. Tentokrát šlo o koncert obnovené skupiny The Velvet Underground. Koncertu se zúčastnil i tehdejší český prezident Václav Havel. Role předkapely se zde ujala americká skupina Luna. Další Caleův koncert v Praze se konal 12. května 1994, a to opět v Lucerně. Tentokrát jej zde doprovázel písničkář Bob Neuwirth, s nímž krátce předtím vydal společné album, smyčcové kvarteto Soldier String Quartet a B. J. Cole. Dne 5. června 1994 slavnostně zahrál při otevření Divadla Archa v Praze, spolu s ním zde vystoupil japonský tanečník Min Tanaka. Další koncert se měl konat 13. prosince 1996, avšak nakonec byl zrušen. Již 8. dubna 1997 se však vrátil, aby znovu zahrál v Divadle Archa. Tentokrát šlo o koncert s rockovou kapelou. Dne 20. května 1998 vystupoval na stejném místě se svým triem. Tento koncert byl přenášen Českou televizí.
Dne 19. června 2001 se opět vrátil do Divadla Archa, teprve podruhé čistě sólově. Dne 22. listopadu 2003, v rámci turné na podporu alba HoboSapiens, přijel do pražského Paláce Akropolis. Tentokrát šlo opět o koncert s rockovou kapelou. V roce 2006 vystupoval poprvé mimo Prahu. Stalo se tak v brněnském klubu Fléda dne 8. března 2006. O den později, v den svých čtyřiašedesátých narozenin, vystupoval v pražském Divadle Archa. V obou případech, stejně jako ve všech následujících, šlo o koncerty s rockovou skupinou. Zajímavostí je, že o týden později, 17. března, v Praze vystupoval také Lou Reed. Následně se do Česka šest let nevrátil. Dne 18. srpna 2012 vystupoval podruhé mimo Prahu, sice na festivalu Trutnov Open Air Festival v Trutnově. Další koncert zde odehrál 28. února 2013, tentokrát v pražském klubu Roxy. Dne 17. listopadu 2014 vystupoval v rámci udílení Cen Paměti národa v Národním divadle, kde vystupovali i další hudebníci, včetně Gábora Pressera, Mariána Vargy či kapely Pražský výběr. Cale v rámci programu zahrál dvě písně: „Paris 1919“ za doprovodu kapely a „Hallelujah“ sám s klavírem.
Dne 22. června 2018 vystoupil na pražském festivalu Metronome. Zatím poslední koncert v Česku odehrál 1. března 2023 v rámci turné k albu Mercy v poslední sezóně divadla Archa v Praze, které o 29 let dříve otevíral.

## Nástroje

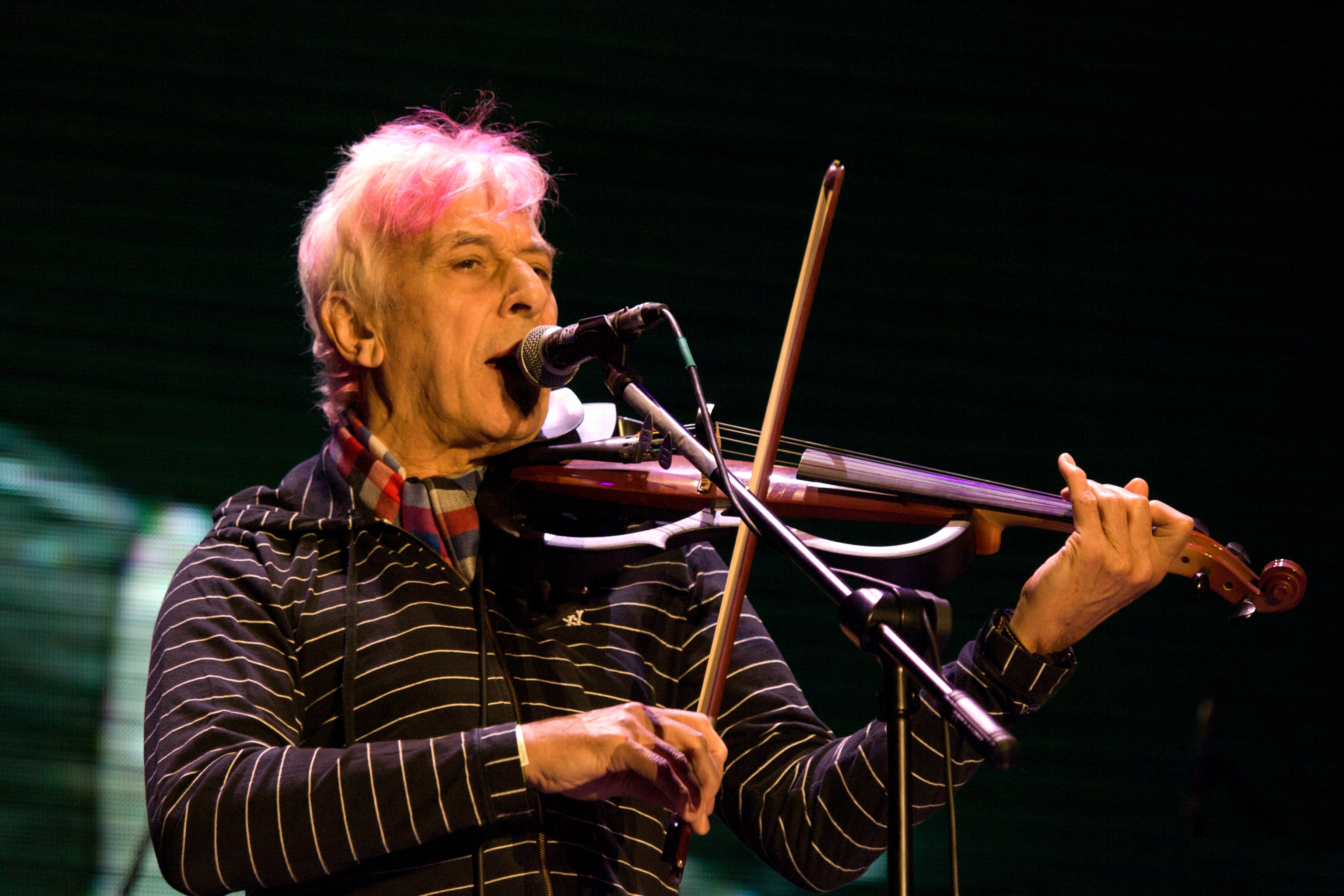
John Cale hrající na elektrickou violu (2010)

Cale je multiinstrumentalistou; začínal s klavírem, později přešel k viole a v šedesátých letech k baskytaře a kytaře. Během své kariéry hrál i na další méně obvyklé nástroje, jako je zvonkohra, cembalo, celesta, clavinet, mellotron, xylofon, sarinda, marimba nebo syntezátory. Při koncertech hrál pouze na kytaru, baskytaru, klávesy, klavír a violu. Používal řadu různých typů a značek nástrojů. Jsou to například kytary Gibson Flying V, Fender Stratocaster, Gibson Les Paul, klávesy Korg M1, Kurzweil K2600, Roland D50, baskytary Fender Precision Bass, Vox The Phantom IV nebo elektrická viola Yamaha Silent Electric Viola SVV-200. Využíval ale také nástroje, které byly vytvořeny exkluzivně pro něj. Například losangeleský kytarář Michael Spalt pro něho vytvořil celkem čtyři kytary, významná byla speciální dvanáctistrunná elektrická kytara s tremolem (na dvanáctistrunné kytary se tremolo používá minimálně). Tremolo pro tuto (i další Spaltem vyrobené kytary pro Calea) vytvořil Don Ramsay.

## Styl
Již ve skupině La Monte Younga začal Cale dlouhými tahy smyčcem vytvářet tzv. drony. Tuto zkušenost pak využil na prvních dvou albech skupiny The Velvet Underground, kde jeho hra hrála klíčovou roli. Nejvýraznějším Caleovým přínosem do skupiny The Velvet Underground byly avantgardní postupy a radikální hudební myšlenky. Přestože je sám autorem pouze několika písní kapely, výrazně se podílel na jejich výsledných aranžmá. Na albu Church of Anthrax, spolupráci s Terrym Rileyem, nahrál skladby vzešlé převážně z improvizací. Poté, co se zahájil sólovou dráhu a vydal první album Vintage Violence, hrál naopak jednoduchou hudbu s výrazným zpěvem přístupnější širšímu publiku. Hned na dalším albu The Academy in Peril se opět částečně vrátil k experimentování; v několika skladbách hraje orchestr a stylově se dá zařadit k fúzi klasické hudby a rocku. Na třetím albu Paris 1919 jsou opět jednoduché popově orientované písně. Další změna nastala na albu Fear a následně vydaných albech Slow Dazzle a Helen of Troy. Jde o ostřejší alba vydaná v době rozkvětu punkového hnutí, což se promítlo i do Caleova hudebního stylu. Hudba zde je mnohem drsnější než na předchozích počinech a dá se víceméně srovnat i s nahrávkami Velvet Underground. Do osmdesátých let vstoupil albem Honi Soit, které je opět popově orientované, a Music for a New Society opět experimentální. Následující Caribbean Sunset, často označované za nejhorší Caleovo sólové album, je orientované k popu. Podobné je mu i další album Artificial Intelligence.
Na albu Words for the Dying Cale opět využil orchestr a polovina alba je instrumentální; v ostatních skladbách Cale zhudebnil několik textů velšského básníka Dylana Thomase a jako doprovod využil chlapecký sbor. Již od počátku osmdesátých let Cale vedle své kapely vystupoval také jako sólový umělec pouze s klavírem a kytarou. Toto je zaznamenáno na jeho koncertním albu Fragments of a Rainy Season. Album HoboSapiens z roku 2003 využívalo postupy z elektronické hudby (album koprodukoval Nick Franglen z elektronické skupiny Lemon Jelly). Naopak o dva roky mladší album Black Acetate bylo inspirováno soudobým alternativním rockem. Na svém dalším albu Shifty Adventures in Nookie Wood se Cale nechal inspirovat hiphopovými umělci jako například Snoop Dogg a Chingo Bling. V rozhovorech říkal, že již neskládá s kytarou či klavírem, ale začíná nejprve s rytmickým pozadím přímo ve studiu.
Přestože jádro jeho alb a vystoupení tvoří autorské skladby, i on hrál několik coververzí; například „Pablo Picasso“ od Jonathana Richmana, „Memphis“ od Chucka Berryho, „Hallelujah“ od Leonarda Cohena nebo „Heartbreak Hotel“ od Elvise Presleyho. Ve své filmové hudbě často využívá pouze klavírního doprovodu, nicméně v málo častých případech také i orchestrální podoby skladeb či doprovodu smyčcového kvarteta. Nejčastěji skládá hudbu pro francouzské filmy, protože se podle něj jeho klavírní hudba do hollywoodských filmů nehodí. Vysvětluje to tím, že hollywoodské filmy potřebují vysokou hlasitost hudby. Ve svých textech často zmiňuje jména jiných osobností (Joni Mitchell, Sigmund Freud, James Dean) a míst (Casablanca, Samarkand, Acapulco). Většina jeho textů mají surrealistické a dadaistické základy a Cale zde často využívá metafor a ironie.
Sám řekl, že se s každým novým projektem snaží vyhledávat nové přístupy k hudbě a to včetně toho, že někdy dělá věci záměrně špatně, jako je například používání falešných tónů.

## Vzory
Sám John Cale byl zpočátku ovlivněn převážně klasickými hudebníky, jako Antonio Vivaldi a Iannis Xenakis, minimalistickými skladateli Edgardem Varèsem a Mortonem Feldmanem a také avantgardními hudebníky Johnem Cagem a La Montem Youngem, se kterými později také spolupracoval. Z populární hudby za své vzory označil například Briana Wilsona ze skupiny The Beach Boys. Svou improvizační schopnost si vzal od jazzových hudebníků, jakým byl například trumpetista Miles Davis. Například o Mé vlasti Bedřicha Smetany Cale řekl: „Byla to má oblíbená skladba, když jsem byl dítě. Bylo to velmi melodické a podobné tomu, co se zpívalo ve velšských sborech.“ V roce 2014 řekl: „Každý, kdo hraje na nějaký smyčcový nástroj, by se upsal ďáblu, aby mohl hrát melodii z Vltavy. Nebyl to part pro violu, ale já to na ní hrál.“ Ke konci kariéry za své oblíbené hudebníky označoval převážně hiphopové umělce, jako byli například 50 Cent a Vince Staples.

## Vliv
| „          | Já jen doufám, že se Johnovi jednoho dne dostane uznání za to, že je jako… Beethoven nebo někdo takový své doby. Ví toho o muzice hrozně moc, je strašně skvělý muzikant. | “ |
| — Lou Reed | |   |

Cale byl jako jeden z členů skupiny The Velvet Underground jedním z hlavních vzorů punkových skupin sedmdesátých let. Cale samotný je označován za jeden z hlavních vzorů pro newyorskou undergroundovou scénu sedmdesátých let. Ovlivnil řadu hudebníků a hudebních skupin, jako například skupinu Arctic Monkeys, která jej označila za jeden ze vzorů pro jejich album Suck It and See. Angličan David Bowie jej označil za jednoho z nejvíce podceňovaných hudebníků v historii rockové hudby. Zpěvák Guy Garvey ze skupiny Elbow jej označil za kmotra alternativní hudby. Zpěvák Gruff Rhys, frontman skupiny Super Furry Animals, jej označil za tichého obra své doby. Zpěvačka Eleanor Friedberger, polovina sourozeneckého dua The Fiery Furnaces, řekla, že má velmi ráda Caleův hlas.
Vůdčí osobnost skupiny Manic Street Preachers, zpěvák a kytarista James Dean Bradfield, o Caleovo vlivu řekl: „Myslím, že John Cale je jedním z mála umělců, kteří dokázali spojit avantgardu a rock'n'roll a fungovalo to.“ Jako jednoho ze svých vzorů jej označil například také český písničkář Jan Burian, stejně jako Kanaďan Owen Pallett. Zpěvačka Sharon Van Etten použila na obalu svého alba Tramp černobílou fotografii svého obličeje jako poctu Johnu Caleovi, který podobnou fotografii použil na svém albu Fear. O Caleovi řekla, že každé jeho album má jiný zvuk, ale každé z nich spojuje jeho silný hlas. Experimentální hudebník Robert Hampson Caleovi věnoval skladbu „Antarctica Ends Here“. The Velvet Underground za svou nejoblíbenější skupinu označoval také Steven Severin, dlouholetý člen skupiny Siouxsie and the Banshees. Rovněž řekl, že zaníceně sledoval i Caleovu sólovou dráhu, hlavně jeho alba z Islandské trilogie. Novinář Alistair Houghton o něm ve svém článku v deníku Liverpool Echo řekl, že je jedním z nejvlivnějších hudebníků světa, ale to jej nutně nemusí dostat do hitparád.
Jeho písně nahrála řada hudebníků, mezi které patří Mark Lanegan („I'm Not the Loving Kind“), Billy Bragg („Fear Is a Man's Best Friend“), Agnes Obel („I Keep a Close Watch“), Alejandro Escovedo („Amsterdam“), Fritz Ostermayer („Big White Cloud“), Mercury Rev („I Keep a Close Watch“), Yo La Tengo („Hanky Panky Nohow“), The Hope Blister („Hanky Panky Nohow“), The Walkabouts („Buffalo Ballet“), Manic Street Preachers („The Endless Plain of Fortune“), Courtney Barnett („I Keep a Close Watch“), Bauhaus („Rosegarden Funeral of Sores“) a mnoho dalších. Jeho písně rovněž byly použity v mnoha filmech, jako například Sid a Nancy („She Never Took No for an Answer“), Sejmi eso („Big White Cloud“) a Smrtící úder („Gun“).
Americký písničkář JJ Cale si v začátcích své kariéry říkal také John Cale, ale později si jméno změnil na JJ Cale, aby nebyl s Johnem Calem zaměňován. K záměnám totiž docházelo a John Cale o tom v osmdesátých letech napsal píseň „Autobiography“, ve které se zmiňuje, že to nebyl on, kdo napsal skladby „Cocaine“ a „After Midnight“ a že není z Oklahomy.

## Pocty a ocenění
V lednu 1996 byl Cale spolu s ostatními členy skupiny The Velvet Underground uveden do Rock and Roll Hall of Fame, kde převzal ocenění z rukou zpěvačky Patti Smith. Uvedení se zúčastnili tři členové klasické sestavy (Reed, Cale, Tuckerová). Vedle nich byl do síně slávy uveden ještě Morrison, ten se však ceremoniálu nedožil a ocenění za něj převzala jeho manželka. Dne 17. září 1997 byl Cale jmenován čestným členem univerzity Goldsmiths College. V roce 2000 mu byl propůjčen čestný titul na univerzitě v Antverpách. Za svou hudbu k filmu Saint-Cyr byl roku 2001 neúspěšně nominován na Césara. V roce 2005 byl oceněn italskou cenou Premio Tenco. V anketě 100 velšských hrdinů se umístil na třiadevadesátém místě. Dne 2. června 2010 u příležitostí výročí vládnutí královny Alžběty II. bylo oznámeno, že Cale bude oceněn Řádem britského impéria. Ocenění pak převzal v Buckinghamském paláci dne 19. listopadu téhož roku z rukou prince Charlese. Roku 2014 mu byla udělena polská cena Człowiek ze Złotym Uchem oceňující přínos hudebních producentů. Dne 17. dubna 2017 byl spolu s konceptuálním umělcem Lawrencem Weinerem oceněn newyorským kulturním zařízením The Kitchen.
Podle Caleových písní či alb se pojmenovalo několik hudebních skupin. Koncem sedmdesátých let působila na londýnské punkové scéně kapela Ski Patrol pojmenovaná podle stejnojmenné písně z alba Slow Dazzle. Italská alternativní skupina Vintage Violence si svůj název zvolila podle Caleova debutového alba, stejně jako australské duo téhož jména. Další skupinou pojmenovanou podle Caleova alba bylo americké duo Slow Dazzle.

## Diskografie

### Studiová alba
- Vintage Violence (1970)
- Church of Anthrax (1971) – s Terry Rileyem
- The Academy in Peril (1972)
- Paris 1919 (1973)
- Fear (1974)
- Slow Dazzle (1975)
- Helen of Troy (1975)
- Honi Soit (1981)
- Music for a New Society (1982)
- Caribbean Sunset (1984)
- Artificial Intelligence (1985)
- Words for the Dying (1989)
- Songs for Drella (1990) – s Lou Reedem
- Wrong Way Up (1990) – s Brianem Enem
- Last Day on Earth (1994) – s Bobem Neuwirthem
- Walking on Locusts (1996)
- HoboSapiens (2003)
- Black Acetate (2005)
- Shifty Adventures in Nookie Wood (2012)
- M:FANS (2016)
- Mercy (2023)
- POPtical Illusion (2024)